# 延禧攻略角色列表
《延禧攻略》（英語：Story of Yanxi Palace）是2018年中國古裝劇，由吳謹言、佘詩曼、秦嵐、聶遠、許凱及谭卓主演。

## 主要角色
| 演員                | 角色          | 介紹 | 居所            | 角色最終狀況     | 原版配音 | 粤语配音          |
| 吴谨言 童年：呂晨悅 | 魏瓔珞        | 歷史原型：孝儀純皇后魏佳氏 諡號：孝儀恭順康裕慈仁端恪敏哲翼天毓聖純皇后 繡坊宫女→長春宮掌事宮女→辛者庫宮女→長春宮掌事宮女→圓明園宮女→魏貴人→令嬪→令妃→令貴妃→令皇貴妃 為人正直堅強，機智靈敏。母親生其而亡，姐姐魏瓔寧代母職，感情要好。為調查姐姐死亡原因，入紫禁城為宮女。 皇七女固倫和靜公主、皇九女和碩和恪公主、皇十四子永璐、皇十五子永琰（嘉慶帝）生母。 內容 第1集，入宮成為繡坊宫女。因秀女烏雅青黛因細故懲罰吉祥，瓔珞因此設計烏雅青黛，使其因為「步步生蓮」又被發現纏足被逐出宮。 第2集，被錦繡排擠，用一杯茶淋濕瓔珞的棉被，之後瓔珞為了大大還擊而找來一大桶水潑了回去，並大道：「我魏瓔珞，天生脾氣暴，不好惹，誰要是在唧唧歪歪，我有的是法子對付她」。 第2集，在張嬤嬤的帶領下，和玲瓏一同來到永和宮，並且向愉貴人爆出枇杷新葉有毒一事，結果被張嬤嬤罰跪至個隔天早上。 第3集，因怡嬪之死而憤怒，一氣之下那靈柏出氣，結果被乾隆發現，以「給神樹撓癢癢」為由帶過，因而逃過一劫。 第4集，被高貴妃叫去儲秀宮，質問枇杷新葉一事，立即裝成傻子，還拼死吃了幾碗藕粉丸子。 第5集，知道方姑姑和錦繡要陷害自己，而順水推舟，最後當眾揭穿謊言，並且從方姑姑那裡得知了瓔寧部分隱情。 第6集，利用鹿毛這種下等貨，不吃不喝成功繡完常服，並獻給富察皇后。 第7集，為替冤死的吉祥報仇，而與張嬤嬤裡應外合，設計以比賽繡龍袍為由，讓玲瓏露出馬腳。 第8集，因所繡的鹿毛常服而受到富察皇后賞識，被調去長春宮。 第9集，為了救下愉貴人，差點犧牲自己，破壞了高貴妃的計謀。 第10集，懷疑是傅恆侮辱了瓔寧，因此表示「殺人償命，欠債還錢，天經地義」，並利用裝滿了豬腸水的香囊，送給傅恆。 第12集，利用雪球來算計高貴妃和嘉嬪，間接向乾隆和富察皇后舊事重提。 第13集被傅恆發現根本沒殺害雪球，反而藏了起來。 第15集，利用鹽巴來算計弘曉，讓弘曆以為弘曉忘了祖輩立國時的艱辛，被傅恆發現和被富察皇后指責。 第17集，目睹五阿哥要被活埋，而立即拿出富察皇后的鳳印，及時阻止高貴妃。 第19集，乾隆長疥瘡，知道病根後，立刻對乾隆大罵一番，結果成功逼得乾隆吐出血痰。 第20集，因幫乾隆治療疥瘡而大病，留在宮中修養，之後眾人都覺得她救了皇上，是有勞之奴，而皇上聽見了此話，怕治瓔珞罪後會被眾人當成昏君，因此放棄問罪的念頭，促使她逃過了皇上的問罪。 第24集，設計用曼陀羅葉迷昏弘晝欲殺之未成。 第25集，裕太妃為了護著自己的兒子，而派人殺瓔珞滅口，瓔珞險遭裕太妃殺害，後被傅恆所救，因此便能得知害死瓔寧的真兇是她。 第27集，表面上，瓔珞到裕太妃面前質問她，裕太妃因欺騙上天而遭受天譴，讓眾人都以為裕太妃是偽善的人。實則瓔珞在裕太妃的天棚紗窗安裝鐵絲，才使裕太妃遭雷擊而亡。 第28集，因設計裕太妃雷擊一案，富察皇后為保護瓔珞，而將搶先一步將其貶入辛者庫以息乾隆帝之怒。 第29集，解救被張管事下藥的袁春望，並合力將其塞入糞車，偽造他偷偷出宮。並因此和袁春望結為義兄妹。 第32集，利用萬紫千紅表演，燙傷高貴妃。 第34集，遭純妃買通劉嬤嬤陷害，又被弘曆以私通侍衛為由將其關入慎刑司。 第34集，得知傅恒同意爾晴婚事而悲痛不已。 第36集，為重回長春宮，被皇帝施以責罰，從皇帝給下的兩個選擇中選擇：於冬日第一場雪時，從乾清宮開始三步一叩，並喊著「奴才罪該萬死」走完整個東西六宮。 第37集，回長春宮照顧富察皇后。 第39集，得知父親魏清泰受重傷，被富察皇后准許回鄉探親。 第40集，富察皇后死後，與袁春望一同被調至圓明園長春仙館，守著富察皇后的供像。 第42集，發現明玉體內被純貴妃下銀針，又得知七阿哥死因不單純，決定設下千方百計也要回宮調查伺機復仇。 第42集，因討太后歡心，所以太后允許瓔珞回紫禁城服侍太后，但乾隆為了不使瓔珞接近太后而謊稱要將瓔珞冊封為答應，結果太后覺得不夠，下旨册封其為魏貴人。 第44集，因瓔珞討到皇上的歡心，而被皇上晉位為令嬪，成为延禧宫主位。 第46集，收服小全子，栽贓純貴妃蘇州街是賊市，以報自己流言紛擾之仇兼揭穿小嘉嬪。 第48集，再次晉位，成為令妃。 第49集，遭純貴妃與愉妃陷害墜馬。 第54集，從琥珀口中知道爾睛的真面目，指使明玉向其灌毒藥。 第55集，因服用避子湯而被乾隆發現，向乾隆坦白為復仇而使計成為妃嬪，因而失寵。 第56集，因明玉被舒嬪欺負，而找她來反擊。 第57集，知道乾隆的生母之謎，在誤會解決後，隨同太后暫居圓明園，一居就是三年。 第58集，經傅恒勸說後決定回紫禁城，想盡辦法留住自己昔日在紫禁城的地位。 第59集，受繼的抬舉而復寵後，替順嬪解圍並使太后誤以為順嬪乃和安公主轉世。 第60集，因順嬪一事而被繼后怪罪，為了保護明玉而急忙下旨，為海蘭察和明玉賜婚。 第61集，和珍珠目睹明玉之死而悲痛不已。 第62集，遭順嬪設計，讓乾隆、太后誤以為瓔珞因明玉之死，所以刺傷順嬪，並因此被乾隆囚於延禧宮，不僅如此，還遭到繼后和袁春望的刁難。 第63集，順嬪勸說其與傅恆私奔失敗，並自行走出延禧宮，當著乾隆等人的面揭發順嬪的真面目。 第64集，與乾隆誤會盡釋，和好如初，並被診出懷上龍嗣，與前來延禧宮求和的繼后達成和平協議，與其約定不可傷害紫禁城裡的孩子。 第65集，在後宮風平浪靜的十年間晉位令貴妃，並生下七公主、九公主、十四阿哥（已么亡）與十五阿哥，期間生活逍遙自在、無拘無束但，常因此遭養子永琪叨念。 第66集，永琪受傷後，第一件事就是去調查鳥槍走火一事。 第68集，被傅恆提醒，袁春望與弘晝私下會面，因此立刻派小全子去打聽袁春望。 第69集，為救皇五子永琪，中了袁春望的計謀，身中緬甸屍蟲劇毒，後因傅恒犧牲性命取來的解藥而救回一命，並對帶回傅恆遺言的海蘭察承諾來世再續前緣、守護傅恆。 第70集，為因斷髮而失去一切地位的繼皇后求情保住其皇后尊位，以報答當年辛者庫時期所受的救命之恩。正式晉位為皇貴妃，掌管六宮大權。面對乾隆究竟愛不愛自己的質問表示自己會用一生來回答。 | 延禧宮          | 平安             | 邱秋     | 何璐怡            |
| 佘詩曼 童年：林辰涵 | 輝發那拉·淑慎 | 歷史原型：高宗繼皇后輝發那拉氏 寶親王側福晉→嫻妃→嫻貴妃→嫻皇貴妃→皇后 潛邸八人之一 滿洲鑲藍旗人。那爾布之女。 原寶親王側福晉，乾隆即位後封其為嫻妃。 閨名淑慎，意為「終溫且惠，淑慎其身」，自幼秉承父訓，在宮中謹言慎行，生怕行差踏錯。 前期性格溫柔和順，淡泊善良，後期性格心思挺重，陰險歹毒。一心戀慕乾隆帝，既不依附於皇后富察容音，也婉拒高寧馨的籠絡。一身才華卻不爭不鬥，遠離勾心鬥角，卻在高寧馨煽風點火下，導致家族生變而黑化。 皇十二子永璂、皇十三子永璟之生母 內容 第8集，得知弟弟常壽在慎刑司中抱病，但礙於自己的初心而無動於衷，結果被其母怒摑一巴掌。 第10集，為給弟弟治病籌錢，託太監袁春望及其師父出城典當自己首飾，遭高貴妃惡意欺凌。 第12集，在荔枝宴上，接受了富察皇后所贈送的銀子，因而得知是純妃所為，表示該還她這份人情了。 第13集，弟弟病死獄中、母親撞死神武門，嫻妃震驚悲慟。 第16集，發現四阿哥永珹乳娘餵其肉粥有異，故請純妃借品茶緣故揭發嘉貴人。 第16集，嘉貴人事發後被降為金答應，並對嫻妃出言不遜，最终嫻妃用白绫將金答應勒斃，此舉證明了嫻妃黑化的起點。 第23集，施計讓弘曆同意將四阿哥留下予自己照顧。 第26集，本想前往長春宮為富察皇后道賀，豈料從張院判口中得知常壽病故的一些隱情，加上又不小心聽到富察皇后和純妃之間的對話，因而掉頭就走。 第27集，在贈送純妃一幅畫的同時，從純妃的表情看，得知純妃的一些秘密。 第28集，祭拜裕太妃，向弘晝示好，並暗中提醒當年幫助弘晝的人是自己。 第29集，容音皇后懷孕後，受皇后推薦而被太后授意與純妃共同協理宮務。 第30集，因奮勇救下太后而被太后欣賞為「根本像是個男人」，之後為昏倒在路邊的魏瓔珞找太醫診治救其一命。 第31集，於地安門辦賑災棚施粥，期間遭受高貴妃派來的冒領匪徒騷擾，所幸在弘晝和袁春望的擺平下得以化解。 第32集，得知錦繡密函內容後再用金汁加害高贵妃，並對重傷的高貴妃一番挑釁。 第33集，晉位為嫻貴妃。 第35集，當著純妃的面，把「撒謊」的劉嬤嬤施以割舌之刑，以維護純妃，後刻意點醒純妃，逼她為乾隆侍寢。 第39集，命刺青師在自己的疤痕上畫上一朵藍蓮花。 第40集，因富察皇后甍逝，而被晉位為皇貴妃。 第41集，正式册封為皇后。 第42集，在太后的壽辰上，間接抬舉瓔珞，讓她成為貴人。 第43集，瓔珞正式入宮，表示自己的手乾乾淨淨，不會被查出來，還刻意把她安排在偏僻的延禧宮。 第50集，為蒙冤的父親那爾布向弘曆求情，長跪養心殿外一宿。 第51集，得知父親遭太后所殺，痛徹心扉。決定延伸自己權力，同時恨上太后。 第52集，和蘇答應解釋來龍去脈後用風箏線絞死，刻意營造令妃所為。 第53集，向太后請求舉辦親蠶禮，卻被太后刁難。 第54集，因爾晴之死，被瓔珞斷定自己在「借刀殺人」。 第55集，關心乾隆，表示必定會生死相隨。 第56集，因避子湯一事，被瓔珞表示為「最有耐心的獵人」，過後正式重用袁春望。 第57集，故意暗示弘曆，太后可能是殺母奪子，還到壽康宮去向太后示威，說道乾隆絕不會原諒太后，因而氣得太后中風。 第58集，在太后居住圓明園三年期間，繼皇后誕下了十二阿哥永璂、十三阿哥永璟兩位嫡子。 第59集，試圖拉攏瓔珞，一同扳倒順嬪，卻反遭瓔珞的失算。 第60集，因瓔珞暗地裡幫助順嬪，而與其合作關係決裂。 第62集，與順嬪結盟對付令妃，還把延禧宮的宮女和太監全都調走。 第63集，故意送荒廢的月露知音，離間弘曆與令妃的關係。 第64集，得知瓔珞懷孕後大怒袁春望公報私仇牽連自己，對剛出慎刑司的袁春望繼續罰跪並，放下身段往延禧宮求和，與瓔珞達成和平協議。此後十年間後宮太平無事。 第65集，十年來管理後宮，身心疲倦，白髮和眼中血絲漸漸，還來了葵水，加上又喜怒無常，因而被乾隆說道病了，卻不肯面對現實。为了永葆青春，私下里偷偷在饮用“紫河车”——鹿胎，以为只要自己保留住了外貌，用残忍的方式，来满足自己自私的心愿，以为这样皇上就不会厌弃她。 第66集，被袁春望離間與四阿哥永珹的感情。 第67集，袁春望設計雲香觸怒繼皇后讓弘曆看見，再將雲香之死嫁禍給繼皇后，離間繼皇后與弘曆的感情。 第68集，得知乾隆欲冊立令貴妃為皇貴妃，心生絕望。 第69集，南巡路上，準備與弘晝聯手，把乾隆拉下台，後當事情被鬧大時，更被弘晝強行阻攔。 第70集，事蹟敗露，當眾向弘曆道出多年愛恨糾葛後憤而斷髮，被遣送回京。因往日曾醫治瓔珞之恩，瓔珞請求皇上，最終僅被囚於承乾宮中，衣食照舊，但皇后尊荣已名存实亡，後來於番外篇被提及已經去世。 | 承乾宮 ↓ 北三所 | 大結局一年後去世 | 蘇柏麗   | 劉惠雲            |
| 秦嵐                | 富察·容音     | 歷史原型：孝賢純皇后富察氏 諡號：孝賢誠正敦穆仁惠徽恭康順輔天昌聖純皇后 寶親王嫡福晉→皇后 潛邸八人之一 滿洲鑲黃旗人。 原寶親王嫡福晉，乾隆即位後立為皇后。 溫雅端莊，賢良淑德，雖出身名門望族卻恭儉，平居冠通草絨花，不御珠玉。 與魏瓔珞亦師亦友，相伴相持，將其看做了自己的希望。 皇次子永璉、皇七子永琮之生母。 內容 第4集，三年了一直沉溺於喪子之痛，後從乾隆的聖旨裡得知一直誤會乾隆，決定振作起來。 第7集，因瓔珞所繡的鹿毛常服而對其賞識，不僅把她招進長春宮，還命吳書來調查孔雀羽線被盜一事。 第12集，憐惜瓔珞聰穎而開始教導其讀書習字。 第18集，向弘曆進言愉貴人晉封嬪位，成為永和宮主位。 第19集，弘曆得疥瘡，不顧傳染危險，搬入養心殿親自照料。 第21集，瓔珞將皇后扮成洛神翩翩起舞，成功將弘曆留住。 第26集，懷上龍嗣。 第27集，試探瓔珞願否被獻給乾隆，後得知了瓔珞對自己多麼地忠心而欣慰，之後因裕太妃一事，為保護瓔珞而將其貶入辛者庫。 第28集，覺得瓔珞是她從前的自己，保護她就是在保護自己，因此她在皇上面前說出了自己的往事，年輕時因為比皇上多說了一句話而遭到責罰，之後並說：「我不再是富察·容音了」。之後她跪地懇求放過瓔珞，皇上見皇后如此的保護就作罷了。 第30集，被高貴妃在重陽宴趁亂推下御景亭，繼而導致流產、昏迷。 第35集，昏迷後清醒，雙腳卻失去知覺，不良於行。 第35集，請求弘曆收回賜婚聖旨被拒，並指出其有私心。 第37集，在瓔珞和明玉的陪同復健下，雙腿恢復知覺。 第38集，服用爾晴獻上生子方，再次怀有龍嗣。 第39集，誕下七阿哥，弘曆為其取名永琮，即其繼承大統之意。 第40集，由於永琮意外過世、被弘曆指責失職，又因為永琮過世的同一天爾晴透漏自己被臨幸而懷孕，使其心灰意冷，絕望跳樓崩逝，死前還說到「不想做富察皇后，只想做富察容音」。 第40集，生後與其生前恭儉不同而被皇帝厚葬，並對外宣稱她病故在外地。 | 長春宮          | 跳樓崩逝         | 原音     | 陸惠玲            |
| 聶遠 少年：葉禾     | 愛新覺羅·弘曆 | 歷史原型：高宗純皇帝愛新覺羅弘曆 和碩寶親王→乾隆帝 雍正第四子。 內容 第1集，在選秀時將遭瓔珞設計烏雅·青黛逐出宮，並且因為一耳三鉗留納蘭淳雪牌子。 第10集，認出瓔珞是踢打靈柏的宮女，認為其野心勃勃，提醒皇后小心。 第19集，感染疥瘡，久病不好，經葉天士診治囑咐瓔珞使之大怒，咳出血痰後康復，後戲弄瓔珞喝各種苦藥。 第34集，本欲赦免瓔珞卻遭爾晴刻意讓其看到瓔珞與傅恒私會而作罷。 第34集，以瓔珞私通侍衛為由將她關入慎刑司。 第36集，向瓔珞提出二選一要求，若能做到，便準她重回長春宮。 第40集，失去七阿哥，並將富察皇后綁起來以避免她因喪子而失控，並和她說沒有不做皇后的可能。皇后生後「因為是皇后，不能一身素裝離開」，而被皇帝厚葬，並對外宣稱她病故在外地。 第47集，與傅恒對戰比試，被其指出心懷嫉妒。 第51集，決定赦免那爾布死罪，將其流放寧古塔。 第56集，從乳娘遺書得知自己非太后親生，而是嘉興錢氏所生，對太后心生嫌隙。 第57集，在太后、瓔珞聯手設局下解除對太后嫌隙，向太后認錯。 第60集，向順嬪坦承心中仍記掛令妃。 第61集，再次誤會瓔珞與傅恆仍有私情。 第64集，與瓔珞誤會盡釋，和好如初。 第68集，欲設立令貴妃為皇貴妃，代皇后管理后宮。 第69集，船艙失火，立即派人保護瓔珞和五阿哥永琪，並且為了救太后而試圖衝進火海，最後兩母子和劉姑姑一起從密道走出來，還揭穿了弘晝的陰謀。 | 养心殿          | 平安             | 原音     | 雷霆 少年：陳灝瑋 |
| 許凱                | 富察·傅恒     | 歷史原型：傅恒 爵位：一等忠勇公、郡王銜 御前侍衛→山西巡撫→戶部尚書→議政大臣→軍機大臣→領班軍機大臣→加太子太保 滿洲鑲黃旗人。 字春和。富察氏孝賢純皇后的弟弟，出身於名門，是乾隆身邊舉足輕重的人物。 被瓔珞利用報仇，卻愛上她。 始終放不下瓔珞，並幫令妃爭寵默默守護著她。 內容 第3集末正式登場，還被幾名新晉的繡女目睹。 第4集，聽到瓔珞對天下男人謾罵，認為自己也中招，因而找其對峙，後説她狡猾，因此放了她。 第4集，本來奉乾隆之命，想把乾隆的密儲聖旨交給富察皇后，後因純妃毛遂自薦而交給純妃去遞交。 第9集，率幾名侍衛前去永和宮拯救險被高貴妃私下處死的瓔珞。 第10集，接受瓔珞送的香囊，結果被海蘭察搶去，卻反幸免於難，因此找瓔珞對峙，又質問不果。 第13集，發現瓔珞並未殺掉雪球，還把它偷偷養了起來。 第14集，發現慶錫和怡親王來往密切，約弘曆在御花園下棋，替瓔珞解圍。 第15集，被瓔珞用匕首刺傷而隱瞞受傷源由，並願幫助一同尋找兇手。 第20集，得知瓔珞生病，偷偷前去照料。 第23集，得知弘晝侵犯瓔寧，而安排弘晝向瓔珞賠禮道歉。 第26集，分別向富察皇后與弘曆表明自己喜歡瓔珞，非此女不娶，結果不果。 第26集，拿到瓔珞送的香囊，兩人確認彼此情意。 第30集，與海蘭察徹查蝙蝠突然出沒一事，而後因負責端鹿肉的宮女在蝙蝠出沒騷亂途中墜死而死無對證，大怒之下斬殺其中一隻蝙蝠。 第33集，請託明玉讓瓔珞可午夜悄悄來看富察皇后。 第34集，於養心殿外跪一天一夜替瓔珞求情，弘曆仍不改變心意。為救瓔珞而忍痛同意賜婚，娶爾晴為妻。 第36集，正式與爾晴成親，只是臉上卻鬱鬱寡歡，甚至在目睹瓔珞在大雪中跪了又走而被迫視若無睹。 第37集，得知爾晴凌虐青蓮，就開始對其厭惡至極。 第39集，得知爾晴懷孕，追問之下得知腹中胎是乾隆的，一時拿她沒轍，只好以她患病為由，禁止她外出。 第39集，皇后生產時，目睹瓔珞害怕皇后難產，躲至後院，前去安慰瓔珞。 第41集，帶兵征討金川，臨行前勒令爾晴不許胡作非為，否則左腿邁砍左腿、右腿邁便砍右腿，至圓明園偷看瓔珞。 第44集，三年後凱旋歸來，因功封一等忠勇公，賜寶石頂、四團龍補服。得知瓔珞已成令嬪，懊悔不已。 第45集，找瓔珞表明忘不了她，被皇上撞見，但未聽見談話內容。 第46集，先皇后忌日時，於長春宮被算計，皇上誤會其與令嬪幽會、舊情未了。 第47集，延禧宮失寵遭受各方刁難，傅恆暗中幫助。 第47集，與弘曆對戰比試，透漏對瓔珞的情意，並指出皇上的忌妒與不珍惜。 第49集，因青蓮一事，欲休妻遭富察夫人阻止。罰爾晴前往家廟，一生吃齋唸佛。 第49集，請纓出征霍蘭部遭弘曆退回，後由令妃舉薦出征。 第58集，二度衣錦還鄉後，先是得知爾晴的死訊，然後到圓明園告知令妃紫禁城出現順嬪一事，勸其回宮。 第61集，將京城房契贈予海蘭察安家立業，讓明玉可天天進宮陪伴令妃。 第62集，順嬪勸說其與瓔珞私奔。 第63集，從乾隆口中得知順嬪入宮前，故意墜馬求死卻被自己救，因此為復仇而入宮。 第64集，順嬪用髮簪行刺弘曆，而上前救駕阻擋，因此自己被刺傷。 第70集，為幫身中緬甸屍蟲劇毒的瓔珞採集聖心草而中瘴氣之毒，又堅持緬戰一鼓作氣，最終身亡。 | 侍衛府 ↓ 富察府 | 中劇毒身亡       | 馬正陽   | 曹啟謙            |
| 谭卓 童年：魏佳玉   | 高寧馨        | 歷史原型：慧賢皇貴妃高佳氏 諡號：慧賢皇貴妃 寶親王側福晉→高貴妃→慧賢皇貴妃（追諡） 潛邸八人之一 滿洲鑲黃旗人。河道總督、大學士高斌女。 善昆曲，又因父親治水有功，而深受皇上寵愛。 事事與皇后富察容音作比較，更嫉妒皇帝偏愛皇后。 內容 第2集，因怡嬪向富察皇后告發高貴妃賜的枇杷膏有毒，壞其好事，因而當眾命奴才給怡嬪掌嘴，使她羞愧見人，後懸樑自盡 第4集，得知是瓔珞告訴愉貴人枇杷新葉有毒，將其提來問罪。 第12集，因教唆雪球傷害愉贵人、毀掉福建岁贡、破壞荔枝宴，被罰一年宫份。 第16集，高貴妃散布流言，以《憐香伴》影射純妃與富察皇后。 第18集，被純妃陷害利用廚師謀害愉貴人，而禁足儲秀宮。 第18集，訴說年幼喪母悲事獲得弘曆諒解而復寵。 第21集，與舒貴人為奸，企圖陷害富察皇后，被瓔珞以《貴妃醉酒》反擊。 第22集，太后下旨燒掉高贵妃全部戲服和拆掉她的小戲台。 第22集，舒貴人獻計，欺騙瓔珞殺害其姊兇手為傅恒，挑撥瓔珞與富察皇后感情，欲將其納為己用。 第30集，趁蝙蝠亂將富察皇后推下御景亭，令其掉下高台而流產昏迷。 第31集，命人假扮難民去嫻妃的地安門災棚搗亂。 第32集，因萬紫千紅之中被嫻妃加上金汁，使其傷口感染腐爛，得知自己永不可能恢復如初而萬念俱灰。临死将两个异母妹召进宫毒杀（画面剪辑掉了），之後上吊自裁，死後追封為慧賢皇貴妃。 | 儲秀宮          | 自縊             | 原音     | 鄭麗麗            |

## 皇族
| 演員                           | 角色                | 介紹 | 角色狀況         | 原音配音     | 粤语配音            |        |        |
| 不適用                         | 多爾袞              | 皇父攝政王 皇太極之弟，是扶持年幼的順治帝繼位的關鍵人物。 僅僅被袁春望、乾隆兩兄弟提起。 | 故事開始前去世   | 不適用       | 不適用              |        |        |
| 不適用                         | 博爾濟吉特·布木布泰 | 福晉→側福晉（莊妃）→昭聖太后→昭聖太皇太后→孝莊文皇后（追封） 皇太極之妃，順治帝之生母，康熙帝之祖母，也是造就大清入關前後數十年來繁榮的垂簾聽政者。 僅僅被繼皇后提起。 | 故事開始前去世   | 不適用       | 不適用              |        |        |
| 不適用                         | 愛新覺羅·福臨       | 順治帝 皇太極之子（生母孝莊文皇后），康熙帝之生父，雍正帝之祖父。 僅僅被魏瓔珞提起。 | 故事開始前去世   | 不適用       | 不適用              |        |        |
| 不適用                         | 董鄂氏              | 賢妃→皇貴妃→孝獻端敬皇后（追封） 內大臣鄂碩之女，順治帝之寵妃，僅僅被魏瓔珞提起。 第10集，瓔珞向富察皇后提起有關董鄂妃病故後，順治用活人殉葬一事，結果惹來乾隆大怒。 | 故事開始前去世   | 不適用       | 不適用              |        |        |
| 不適用                         | 愛新覺羅·玄燁       | 康熙帝 順治帝第三子，雍正帝、允祹、允禧之父，弘時、乾隆帝、弘晝、福惠、弘曕和弘曉之祖父。僅僅被提起。 內容 第20集，乾隆大壽，高貴妃命人演奏西洋樂器，為乾隆獻歌，因而被提起。 第64集，根據傅恆述說，有一次在木蘭圍獵時，獵得一隻黑熊，更因及時補了一槍而險些遭到伏擊。 | 故事開始前去世   | 不適用       | 不適用              |        |        |
| 王绘春                         | 愛新覺羅·胤禛       | 和碩雍親王→雍正帝 康熙帝第四子， 弘時、乾隆帝、弘晝、福惠和弘瞻之父。在回憶中出現。 內容 第34集，在袁春望回憶中，說出自己為其私生子，在福惠生病時被其訓斥。 第57集，根據太后和王天一提起，曾和錢氏夫人一同遊行，卻不慎遭到匪徒襲擊，在錢氏夫人的掩護下，得以脫險，然而因錢氏夫人不慎損了名節和顏面，而不得不處死她。 第70集，根據瓔珞和袁春望提起，在錢氏夫人引開匪徒後，躲進太行山的袁春望的外祖父家養傷，不僅和袁春望的生母發生了關係，還留下了一套親王禮服。 | 故事開始前去世   |              | 陳永信              |        |        |
| 马春燕                         | 烏拉那拉·烏祺木裡   | 孝敬憲皇后 侍衛內大臣費揚古之女，雍正元配，嫡福晋。在皇后富察氏的回憶中出現。 內容 第28集，在富察皇后的回憶中出現，提及當時大婚當日的情形。 | 故事開始前去世   |              | 林丹鳳              |        |        |
| 宋春麗                         | 鈕祜祿氏            | 熹妃→熹贵妃→崇慶皇太后（加諡）→孝聖憲皇后（加諡+追封） 四品典儀凌柱之女，乾隆帝之養母，和安公主之生母. 內容 第19集，第一次見到舒貴人時，大感歡喜。 第22集，因誤以為宮女效仿貴妃醉酒之妝而死，以拆除高貴妃的戲台和燒毀戲服為由，給予高貴妃一個警告。 第30集，在重陽節的宴會上，因得到嫻妃的協助而險些遭到蝙蝠群的襲擊，並且有意把紫禁城託付給嫻妃。 第41集，勸乾隆是時候立皇后了，並且指定為嫻皇貴妃 第50集，為了保住國家大義，而要求乾隆處死繼皇后之父那爾布。 第53集，因那爾布一事遷怒於繼皇后，在親蠶禮儀式上刻意刁難，並有意抬舉令妃，祭典讓她破例使用銀鉤。 第57集，遭受繼皇后的報復，而短暫中風，後以養病為由，和令妃一起離宮至圓明園暫居三年。 第60集，在令妃與弘曆的雙重幫助下，使太后更信順嬪為和安公主轉世，寵愛不已。 第61集，被順嬪挑撥，為拼命書寫血經的瓔珞不值，而對瓔珞有了反感。 第62集，順嬪被誤傷，執意要懲戒瓔珞，後在乾隆的拿捏下才得以化解。 第64集，知道順嬪根本不是和安公主轉世而大發雷霆，本想重重地處罰瓔珞，後瓔珞懷孕而不拿她怎樣，在從瓔珞口中得知和安公主往生極樂後，只說了「你很好」。 第68集，因舒妃告繼皇后的狀，而讓她跪著，並表明若之後皇子再出事，無論誰所為，都要置繼皇后失職之罪。 第70集，為保皇家體面，欺騙袁春望其乃匪賊之子致其发疯，並向弘曆請求留袁春望一命。 | 平安             | 晏積瑄       | 雷碧娜              |        |        |
| 白珊                           | 耿氏                | 裕妃→裕太妃→皇考裕皇貴太妃（追諡+追封）→純懿皇貴妃（追諡+追封） 雍正帝妃。弘晝生母。 居壽康宮。 历史原型：純懿皇貴妃 內容 第24集，知曉弘晝企圖侵犯瓔珞，而來到養心殿門外，並當著乾隆的面抽打弘晝。 第25集，為弘晝一事，親自找瓔珞道歉不果，後三番兩次欲殺害瓔珞，並承認瓔寧為其所殺，還警告她別再犯到自己的手中。 第27集，瓔珞設局讓其發毒誓後被雷電擊中，當場死亡。 第28集，根據弘晝的回憶，自己畏懼於雍正帝和弘曆的皇太子之身份，而勸阻弘晝不要和他競爭。 | 被雷劈死         | 劉芊含       | 袁淑珍              |        |        |
| 不適用                         | 錢氏                | 雍親王格格，嘉興人，錢正源之妹、乾隆帝之生母、僅僅被提起。 內容 第56集，溫淑夫人的絕筆信提及是被太后所殺，促使乾隆向太后質問始末。 第56集，根據太后的透露，當時雍親王生病，負責給他侍疾，病情好轉後，破例被封為格格，後來生下弘曆後，因為弘曆的命格大好，被迫交由太后撫養，三年後就撒手人寰。 第57集，被慶貴人提及，當年和雍親王一同私訪，途中不慎遭到匪徒追殺，就冒險引開匪徒，掩護雍親王，估計凶多吉少。 第57集，被王天一提及，當年為了救雍親王，名節受損，令皇族損了顏面，在一同返回紫禁城後就被賜死了，然後慶貴人又提及死前把弘曆交託給太后。 | 被賜死           | 不適用       | 不適用              |        |        |
| 不適用                         | 愛新覺羅·允禩       | 廉親王 康熙第八子，雍正第八弟。僅僅被提起。 內容 第34集，被袁春望提起，因爭位失敗，而拿袁春望成為出氣筒，讓他成為太監。 第70集，再次被瓔珞提起。 | 故事開始前去世   | 不適用       | 不適用              |        |        |
| 公方敏                         | 愛新覺羅·允祹       | 履親王 康熙第十二子，雍正第十二弟 內容 於第64集末尾前兩年（乾隆二十八年）去世。 | 去世             |              |                     |        |        |
| 张彬                           | 愛新覺羅·允禧       | 慎郡王 康熙第二十一子，雍正二十一弟 內容 於瓔珞懷孕後兩年（乾隆二十二年）去世。 | 去世             |              |                     |        |        |
| 顧天天                         | 愛新覺羅·弘時       | 雍正第三子（生母齊妃）。 表面上看起來很隨和，實則心胸狹隘，為了爭奪皇太子一位而不擇手段。 內容 第25集，根據乾隆的透露，被接受了三哥弘時的蓮花酥來品嚐，結果被弘晝捷足先登，因而看穿了其陰謀。 | 故事開始前去世   |              |                     |        |        |
| 聶遠 少年：葉禾                | 愛新覺羅·弘曆       | 參見主要角色 | 參見主要角色     | 參見主要角色 | 參見主要角色        |        |        |
| 洪尧 少年：嚴梓豪              | 愛新覺羅·弘晝       | 和親王 雍正第五子（生母裕太妃）。 年少時頑皮，但卻很聰慧，雖然表面上是個倚著兄長的威勢，傲慢任性，肆意妄為的荒唐王爺，但實際上是為求自保故作荒唐。 內容 第23集，大鬧三清宴後，在夜裡滂沱大雨瓔珞故意扮鬼，令弘晝驚恐萬分，露出關於魏瓔寧的馬腳。 第24集，扮成小太監欲侵犯瓔珞不果，反遭到追殺，更加被乾隆誤會而殺害瓔珞，與被裕太妃抽打鞭子而陷入皮肉之苦。 第25集，根據傅恆透露，因上次的傷勢而一度昏迷不醒。 第27集，負傷前往裕太妃的棺木旁，並大聲痛哭，叫著額娘～。 第28集，根據弘晝的回憶，年幼時出宮迷路，受到輝發那拉·淑慎的幫助，而開始愛慕於其。 第28集，裕太妃死於非命，痛心又懊悔，後被嫻妃關心而得以振作。 第31集，向乾隆表示想為裕太妃守喪三年，被乾隆譴責不孝，後嫻妃於地安門辦賑災棚施粥之際，主動幫助平息騷亂。 第40集，奉乾隆之命，為七阿哥永琮弔喪。 第47集，趁延禧宮失寵找瓔珞麻煩，被傅恒阻止。 第48集，為洩私恨故意反對傅恒政見。 第50集，試圖攔著海蘭察向乾隆彙報那爾布一事，並向繼皇后表示會幫那爾布洗刷冤屈。 第51集，替繼皇后送護膝、皮草給獄中給那爾布，卻發現其已被他人所殺，之後目睹繼皇后試圖從御景亭上一躍而下，成功阻止，並表示會盡心盡力協助她。 第53集，得知繼皇后遭太后刁難，為其待遇不滿。 第56集，在祭拜裕太妃時，發現弘曆乳母溫淑夫人的遺書，並將遺書交給弘曆。 第61集，除了送十二阿哥永璂禮物，還特地寫信寬慰繼皇后。 第65集，被袁春望挑唆，請求乾隆陪陪繼皇后，結果在向其請諫時，差點觸怒其。 第68集，袁春望以十五阿哥中毒之事，被挑撥說是令貴妃計謀。 第69集，負責監督整個南巡的航行過程。 第70集，在袁春望的挑唆下，打算密謀造反，但以失敗告終，結果被弘曆親自下令將其賜死。賜其毒酒，再令其回王府，史書乃稱其病死。 | 被賜死           | 文森         | 李致林              |        |        |
| 孙翊晨                         | 愛新覺羅·弘曕       | 果親王 雍正第十子（生母谦妃），序齿的第六子。出继叔父允礼，袭爵果亲王。 內容 於繼皇后被幽禁後不久去世。 | 完結前去世       |              |                     |        |        |
| 金叠叠                         | 愛新覺羅·福惠       | 雍正第八子（生母敦肃皇贵妃） 內容 深得雍正宠爱，曾得袁春望伺候，病中因袁春望开窗受凉加重病情早夭。 | 病故             |              |                     |        |        |
| 不適用                         | 愛新覺羅·和安       | 杜撰人物。雍正之女（生母鈕祜祿氏），僅僅被提起。 內容 第59集，忌日當天，因繼皇后為除掉順嬪，而在祭祀用的器材上做手腳，險些沒燒到畫像。 第60集，被誤以為順嬪是和安公主轉世。 | 病故             | 不適用       | 不適用              |        |        |
| 成浚文                         | 愛新覺羅·弘曉       | 怡親王 怡賢親王允祥第七子。大清嫡親世襲鐵帽子王。 內容 第13集，根據乾隆向嫻妃的透露，接受那爾布的行賄，後致使那爾布被押入慎刑司。 第14集，為討高貴妃歡心，與慶錫勾結陷害瓔珞。 第15集，祭祀分肉之時，被瓔珞告密，肉中被查出含鹽，被革職查辦關進宗人府，直至第23集仍然寧死不屈。 | 被囚禁           | 李望松       | 蕭徽勇              |        |        |
| 黄世亮                         | 愛新覺羅·福彭       | 平郡王 岳托（清太宗二兄之長子）後裔，大清鐵帽子王 內容 於七阿哥永琮去世前一個月去世 | 去世             |              |                     |        |        |
| 不適用                         | 愛新覺羅·永璉       | 端慧皇太子（乾隆贈與諡號） 乾隆第二子（生母富察·容音）。 永璉乃祖父雍正帝親自命名，寓著將來要繼承皇位之意。璉代表宗廟之器，是古代皇室用來盛祭祀之物的物品。 ，於乾隆三年，年僅九歲便夭折，富察皇后為此傷感不已。 | 病故             | 不適用       | 不適用              |        |        |
| 方洋飛                         | 愛新覺羅·永珹       | 和碩履親王 乾隆第四子（生母金氏），後由輝發那拉·淑慎養育。 生性暴躁，有時做事還會半途而廢。 內容 第14集，因嘉嬪企圖陷害瓔珞不果，而被帶去承乾宮，由嫻妃撫養。 第15集，被嘉嬪拿來當成挽回地位的籌碼而被弄出病來。 第16集，因嘉嬪被嫻妃勒死，而順理成章地成為嫻妃的養子。 第64集，與五阿哥永琪和十二阿哥永璂一同練習射箭，因永琪百發百中而不滿，還把弓弩丟在地上，而被傅恆指責。 第66集，遭袁春望挑撥與繼皇后感情。 第67集，因無心陷害永琪，加上袁春望暗中挑撥自己與繼皇后之間的感情，而被囚禁宗人府。 | 被囚禁           |              | 梁偉德              |        |        |
| 陳宥維 童年：王羿鶤 少年：王霖 | 愛新覺羅·永琪       | 和碩榮親王 乾隆帝第五子（生母珂里叶特·阿妍）。 自幼勤勉好學，文武雙全，長於弓馬，能詩善畫，精通書法，故弘曆對他十分鍾愛。 內容 第17集，愉嬪誕下五阿哥永琪，被高貴妃以金瞳為由將五阿哥活埋，得瓔珞所救。 第52集，替母親愉妃向太后長跪求情。 第53集，愉妃將其託付給令妃。 第64集，與四阿哥永珹和十二阿哥永璂一同練箭，以百發百中獲得青睞。 第65集，前往延禧宮探望瓔珞，並為瓔珞不為自己的身體著想而感到憤怒。 第66集，為了自證鳥銃與燧發槍的差別，突然鳥銃擦槍走火，傷了右腿，不良於行。 第67集，被乾隆冊封為榮親王後，負傷前去養心殿，並請求乾隆也讓繼后一同南巡，並表示自己想一睹美景。 第69集，葉天士為其治療的腐蟲被袁春望調換成緬甸屍蟲，而導致五阿哥治療失敗。 | 大結局一年後病故 |              | 張方正 童年：詹健兒 |        |        |
| 周義晟                         | 愛新覺羅·永瑢       | 質莊親王 乾隆帝第六子（生母蘇靜好）。 因過繼於慎郡王允禧，而斷了繼承大統的可能。 |                  |              |                     |        |        |
| 不適用                         | 愛新覺羅·永琮       | 悼敏（乾隆贈與諡號）→哲親王（嘉慶帝追封） 乾隆帝第七子（生母富察·容音）。 永琮之名寓著將來要繼承皇位之意。琮代表的為宗廟之器，是古代皇室用來盛祭祀之物的物品。 內容 第39集，被純貴妃設計，死於火災。 | 身亡             | 不適用       | 不適用              | 不適用 | 不適用 |
| 不適用                         | 愛新覺羅·永璇       | 儀慎親王 乾隆帝第八子（生母金氏）。 第65集，被袁春望提及喜好酒色。 |                  | 不適用       | 不適用              | 不適用 | 不適用 |
| 不適用                         | 乾隆帝皇十子        | 乾隆帝第十子（生母納蘭·淳雪），出生沒多久便夭折。 | 早夭             | 不適用       | 不適用              | 不適用 | 不適用 |
| 不適用                         | 愛新覺羅·永瑆       | 成哲親王 乾隆帝第十一子（生母金氏）。 第65集，被袁春望提起他吝嗇成性。 |                  | 不適用       | 不適用              | 不適用 | 不適用 |
| 孫傲                           | 愛新覺羅·永璂       | 乾隆帝第十二子（生母輝發那拉·淑慎）。 雖然還很年幼，但識字習武起來卻很勤奮。 內容 第64集，與四阿哥永珹和五阿哥永琪一同練習射箭，因拼命練習而手傷。 第67集，跪在養心殿門外，請求乾隆讓繼皇后一同南巡。 第68集，把繼皇后能一同南巡的好消息告訴繼皇后，卻因提起五阿哥永琪三言兩語就得而被指責，因而指繼皇后果真病了。 |                  | 鄧港文       |                     |        |        |
| 不適用                         | 愛新覺羅·永璟       | 乾隆帝第十三子（生母輝發那拉·淑慎），早夭。 | 早夭             |              |                     |        |        |
| 不適用                         | 愛新覺羅·永璐       | 乾隆帝第十四子（生母魏瓔珞），早夭。 | 早夭             |              |                     |        |        |
| 唐嘉童                         | 愛新覺羅·永琰       | 和碩嘉親王→嘉慶帝 乾隆帝第十五子（生母魏瓔珞），由陸晚晚代为養育。 內容 第65集，被繼皇后提起，荒廢學業，還四處玩鬧，需要嚴厲管教。 第66集，瓔珞表示，只期盼其不求聰明，只求安康便可。 第67集，舒妃表示，就算沒兒女之福分，也不會傷害，足以表示永琰在舒妃心中也是有一定的地位和依靠。 第68集，被袁春望設計舒妃所送的狼毫上塗了毒汁而中毒，經過搶救而險些喪命。 |                  |              |                     |        |        |
| 王鹤润 （番外篇）              | 愛新覺羅·昭華       | 歷史原型：固倫和靜公主 乾隆帝第七女（生母魏瓔珞），送寿康宫由太后照料。 和其母瓔珞相比，昭華的個性更為囂張跋扈，性情暴戾，故有「有其母必有其女」之謂。 小時一被惹怒，就會狂扯頭髮。 內容 第65至66集，一直被乾隆、瓔珞、五阿哥永琪和繼皇后提起。 第67集，被瓔珞提起，去年前去木蘭圍獵，結果回來後生病。 第67集，瓔珞表示若前去南巡，定會水土不服，因此兩姐妹必須留在紫禁城。 番外提及曾被袁春望虐待，获救后间歇性产生袁春望人格。 |                  |              |                     |        |        |
|                                | 愛新覺羅·昭瑜       | 歷史原型：和碩和恪公主 乾隆帝第九女（生母魏瓔珞），送寿康宫由太后照料。 內容 第65至66集，一直被乾隆、瓔珞、五阿哥永琪和繼皇后提起。 第67集，瓔珞表示若前去南巡，定會水土不服，因此兩姐妹必須留在紫禁城。 |                  |              |                     |        |        |
| 许晓诺 （番外篇）              | 博尔济吉特·思婉     | 和硕格格 和親王弘晝之外孙女，和硕和婉公主之女，固倫和靜公主之表外甥女。 與爾晴相比，心機更為頗深，又對昭華百般妒忌和相互針對。 內容 因外祖父与母亲皆早逝，于是被接入宫中抚养。 |                  |              |                     |        |        |

## 乾隆後宮妃嬪
- 潛邸八人為孝賢純皇后富察氏、繼皇后輝發那拉氏、慧賢皇貴妃高佳氏、純惠皇貴妃蘇氏、愉貴妃珂里葉特氏、淑嘉皇貴妃金佳氏、婉貴妃陳氏、哲憫皇貴妃富察氏。
- 故事期間介於公元1741至1765年，但是有相當一部分的乾隆嬪妃並未出現於劇中，如恭嬪、秀貴人、白貴人、慎貴人、鄂貴人、張常在、揆常在（以乾隆十五年前為止應該存在之妃嬪為準），她們可能因地位卑微而被省略。而作為乾隆潛邸舊人的婉妃陳氏，穎妃巴林氏和瑞貴人索綽羅氏僅於綠頭牌上以及幾個鏡頭上帶過出現。

| 演員   | 角色          | 介紹 | 居所            | 角色最終狀況    | 原版配音     | 粤语配音     |
| 秦嵐   | 富察·容音     | 參見主要角色 | 參見主要角色    | 參見主要角色    | 參見主要角色 | 參見主要角色 |
| 佘詩曼 | 輝發那拉·淑慎 | 參見主要角色 | 參見主要角色    | 參見主要角色    | 參見主要角色 | 參見主要角色 |
| 吳謹言 | 魏瓔珞        | 參見主要角色 | 參見主要角色    | 參見主要角色    | 參見主要角色 | 參見主要角色 |
| 谭卓   | 高寧馨        | 參見主要角色 | 參見主要角色    | 參見主要角色    | 參見主要角色 | 參見主要角色 |
| 王媛可 | 蘇靜好        | 歷史原型：純惠皇貴妃蘇氏 寶親王庶福晉→纯嬪→纯妃→纯貴妃→蘇答应 潛邸八人之一 愛慕富察·傅恆。 閨名靜好，意為「琴瑟在御，莫不靜好」。 知書達禮，溫柔大方。精通藥理，常年裝病避寵，實則收斂鋒芒。 皇六子永瑢之生母。 內容 第4集，富察傅恆把乾隆登基的那一年所寫的聖旨裝於匣中，交給富察皇后，並託純妃曲言以諫，最後要皇后打開匣子看看，使皇后得以振作。 第11集，贈送嫻妃銀子，給常壽治病，結果遭到拒絕，因此只得前往長春宮，找富察皇后商議。 第15集，幫助嫻妃揭發嘉貴人的陰謀。 第18集，陷害高貴妃利用廚師謀害愉貴人及皇嗣。 第29集，容音皇后懷孕後，受皇后推薦而被太后授意與嫻妃共同協理宮務。 第34集，陷害瓔珞用木偶咒殺高貴妃，被嫻妃看穿並受制於其。 第35集，得知當年玉壺並未送出給傅恆的情書，誤以為與傅恆兩情相悅而情傷崩潰。同時也被嫻貴妃察覺了自己對傅恆的情意，經嫻貴妃提醒後，意圖謀皇嗣。 第38集，誕下六阿哥永瑢，晋位為纯贵妃。 第39集，受到嫻貴妃的挑撥，而派人製造大火，將七阿哥永琮燒死，令富察皇后再次經歷喪子之痛，間接將皇后害死。 第41集，派人暗殺瓔珞失敗，後被證實有虐待過明玉。 第42集，為第一個反對瓔珞入宮的人。 第43集，針對瓔珞入宮一事，雖然知曉愉妃願意助自己一臂之力，但表示不信愉妃，只信人心。 第45集，向乾隆告密關於瓔珞和傅恆一事，讓乾隆吃醋。 第46集，為討太后歡喜，命人在宮中打造出蘇州街的其中一道市集，結果反被瓔珞佈下的「贓物」算計，雖然沒被罰，但也因而信譽大損。 第47集，令瓔珞一個月內為太后繡觀音像，並將功勞據為己有。 第50集，瓔珞墜馬一事東窗事發，被乾隆警告。 第52集，遭愉妃告發陷害令妃一事，繼皇后審案後，玉壺招供當年七阿哥永琮之死因。褫奪封號，降為答應，幽居冷宮。 第52集，得知自己一直被繼皇后當作借刀殺人的棋子，如今後悔莫及，最後更被繼皇后暗中用風箏線絞斷脖子，死狀悽慘。 | 鍾粹宮 ↓ 北三所 | 被勒死          | 原音         | 曾秀清       |
| 張嘉倪 | 鈕祜祿·沉璧   | 歷史原型：容妃和卓氏、順貴人鈕祜祿氏（因審核關係故刪改容妃為順嬪） 常貴人→順嬪 湖廣總督愛必達之女。年幼走失，長大尋回後家族將其送入宮獻給皇上。 乾隆賜名沉璧，意為「靜影沉璧」讚其之完美。 被譽為後宮最美麗的妃子。表面上溫婉可人、清麗脫俗，認為紫禁城是她的牢籠。 內容 第58集，經傅恆向瓔珞提起，被晉位為順嬪。 第59集，在和安公主忌辰上，遭到薩滿夫人的陷害而觸怒太后，得令妃所救。 第60集，贈送明玉一個金器禮盒。 第61集，刻意向太后求情別讓令妃抄血經，引起太后對令妃的不悅。 第62集，向令妃承認自己勸說明玉自殺，並刻意制造被瓔珞用剪刀刺傷的假象，故意被太后撞見。 第63集，故意挑唆並安排令妃和傅恒私奔，再向弘曆刻意求情使其前去捉拿二人。 第64集，奸計被識破，欲行刺弘曆失敗，後被乾隆和海蘭察查出過往並招出自己俱復仇之心，最終終身被囚禁於麗景軒。 | 麗景軒 ↓ 寶月楼 | 精神失常 被幽禁 | 徐佳琦       | 黃昕瑜       |
| 練練   | 珂里叶特·阿妍 | 歷史原型：愉貴妃珂里葉特氏 寶親王格格→愉貴人→愉嬪→愉妃 潛邸八人之一 蒙古鑲藍旗。員外郎額爾吉圖之女。 隱忍懦弱，為保護自己的兒子，一直謹小慎微地生活在復雜的深宮裡，做出的一切容忍犧牲。 皇五子永琪之生母。 內容 第2集，被證實懷有龍嗣，還險遭高貴妃毒害，更因怡嬪之死而無法釋懷。 第4集，心情平復後，經富察皇后的維護，而得以放下心來。 第9集，因私下在宮中祭拜怡嬪，而被高貴妃派人謀殺，後被瓔珞所救。 第11集，遭高貴妃和嘉嬪以雪球驚嚇，又服用珍珠粉來壓驚以及一些物品，後被瓔珞擺平。 第12集，拒絕出席荔枝宴，受瓔珞的點醒「現在妳的眼淚，就是可以反擊高貴妃和嘉嬪的武器」，因此下定決心前往荔枝宴，並假裝再次被雪球嚇到，而向乾隆和富察皇后哭訴，最後得到平反。 第17集，雖然誕下五阿哥永琪，但被高貴妃以金瞳為由將五阿哥活埋，得瓔珞所救。 第18集，誤會解開後，正式被晉升為愉嬪，成為永和宮主位。 第41集，已封愉妃，並假意依附純貴妃。 第43集，針對瓔珞入宮，向純貴妃表示願意鏟除掉對方。 第46集，五阿哥稍病，沒能目睹瓔珞對純貴妃做了甚麼，並且向其表示，會想辦法對付瓔珞。 第49集，聽從純貴妃的指示，陷害令妃墜馬。 第50集，前往延禧宮，針對瓔珞墜馬一事，而向瓔珞謝罪。 第52集，用人參謀害五阿哥陷害令妃，然後再告發純貴妃陷害令妃一事。 第53集，經五阿哥永琪求情，最終被太后處置出宮修行，永世不得回紫禁城。委實告訴令妃自己依附純貴妃原由，並將永琪託付予其。 | 永和宮          | 被逐出宮        | 原音         | 曾佩儀       |
| 潘時七 | 金氏 大嘉嫔   | 歷史原型：淑嘉皇貴妃金佳氏 寶親王格格→金貴人→大嘉嬪→嘉貴人→金答應 潛邸八人之一。 禮部尚書金簡之長兄 依附高貴妃。 皇四子永珹之生母。 內容 第5集，目睹瓔珞裝傻，而表示瓔珞不簡單。 第7集，在富察皇后的千秋獻禮上，再次見到前來獻禮的瓔珞，而大吃一驚，並且在乾隆獻上大禮後，找藉口離開。 第11集，利用雪球惡意驚擾愉贵人，在被高貴妃指責之時，表示是為她著想。 第12集，因本想利用雪球來陷害瓔珞，結果反被乾隆等人誤以為二度想傷害與愉貴人，而被降為嘉貴人。 第14集，因遭到瓔珞的反擊而不滿，欲企圖利用怡親王弘曉和慶錫來陷害瓔珞，結果反被乾隆下旨，把皇四子永珹帶離儲秀宮，作為警告。 第15集，意圖奪回權力和四阿哥永珹，而算計嫻妃，結果被純妃看穿而遭乾隆褫奪封號，降為答應，遷居北三所。 第16集，被嫻妃以白綾勒死，死前向嫻妃告知高貴妃逼迫那爾布向怡親王行賄，以致害她遭逢家變。 | 儲秀宮 ↓ 北三所 | 幽禁後被殺害    | 朱蓉蓉       | 詹健儿       |
| 潘時七 | 金氏 小嘉嫔   | 歷史原型：淑嘉皇貴妃金佳氏 金貴人→小嘉嬪→嘉妃 為禮部尚書金簡和嘉嬪之雙胞胎妹妹 与同胞姐姐的不同之处是左眼角下多了一颗美人痣 皇八子永璇、皇十一子永瑆之生母。 內容 第44集，刻意讓瓔珞罰跪至太陽落山為止，然後又向乾隆説瓔珞的壞話。 第44集，瓔珞被冊封為令嬪後，被乾隆罰閉門思過一個月，抄《女則》一百遍。 第45集，又向乾隆説瓔珞的壞話，後還唆使太監——小全子偷竊。 第46集，因為陷害令嬪失敗，被弘曆幽禁儲秀宮。 第59集，解禁幽禁儲秀宮，並誕下十一阿哥，並晉位為嘉妃。 後疑似被顺嫔陷害、杀害。剧中相关剧情被剪辑，在第59集后再未出场，仅在第62集被顺嫔提及正在受罚。身後追封為淑嘉皇貴妃。 | 儲秀宮          | 幽禁後被殺害    | 朱蓉蓉       | 詹健儿       |
| 李春嫒 | 納蘭淳雪      | 歷史原型：舒妃葉赫那拉氏 待选秀女→舒貴人→舒嬪→舒妃 侍郎納蘭永壽之女，纳兰明珠之曾孙女。葉赫那拉氏。 皇十子之生母。 內容 第1集，與晚晚一同入宫選秀，因一耳三鉗成功留牌子。 第6集，在御花園里唱歌欲引弘曆注意，結果反被罰在御花园唱一宿。 第20集，意圖依附富察皇后被明玉拒之門外，轉投靠高貴妃。 第20集，向高貴妃獻計組西洋樂隊於萬壽節別出心裁。 第21集，將舍利子偷走，欲陷害富察皇后，瓔珞借變戲法之由取回。 第21集，與高貴妃為奸，企圖陷害富察皇后的洛神曲，被瓔珞以《貴妃醉酒》反擊。 第22集，向高貴妃出謀劃策，把瓔寧一事爆給瓔珞，讓她與富察皇后反目。 第28集，向高貴妃告知瓔珞已被罰入辛者庫了。 第32集，因高貴妃受重傷，怕被連累，因此逃開。 第41集，已被封為舒嬪。 第53集，得知瓔珞與乾隆心生嫌隙後，便與慶嬪一起在御花園裡等待曇花開花，故引誘乾隆，結果反被其命人打發。 第56集，因令妃失寵，而欺負明玉，令妃以血經討好太后，成功博得信任。並被令妃當眾掌摑。 第58集，因生下十阿哥，晉位為舒妃，但孩子早夭。 第62集，對順嬪獻上補藥，結果順嬪不領情，而大罵她猖狂。 第64集，被瓔珞提及，繼皇后前來延禧宮前一天，就送了一桌子的賀禮。 第68集，因自己所送的筆墨被沾了毒，害十五阿哥永琰中毒，一度被慶妃怪罪，後認為是繼皇后所為，於是向太后報告。 第69集，針對弘晝謀逆一事，對繼皇后稍微嘲諷。 此角色乃本劇的三大贏家之一，由於自己出身在顯赫的葉赫那拉家，加上本是個懂得察言觀色的牆頭草，而且又有份代養十五阿哥永琰，因此也沾了風光。 | 景仁宮          |                 | 原音         | 成瑤孆       |
| 李若寧 | 陸晚晚        | 歷史原型：慶恭皇貴妃陸氏 諡號：慶恭皇貴妃（嘉慶帝追封） 待选秀女→慶常在→慶貴人→慶嬪→慶妃 依附納蘭淳雪。 才貌出眾，天性善良。常於眾嬪妃抱怨魏瓔珞時為其緩頰。 內容 第1集，與淳雪一同入宮選秀，後被富察皇后選定而入宮。 第41集，晉位為慶貴人。 第57集，向令妃表明自己雖依附舒嬪，但心裡是知道是非對錯的並願助其。 第59集，晉位為慶嬪。 第64集，晉位為慶妃，代為扶養十五阿哥永琰。 第68集，因十五阿哥永琰不慎中毒，而差點怪罪舒妃身上，被瓔珞指責失態。 此角色乃本劇的三大贏家之一，由於晚晚的父親是淳雪父親的下屬，加上本身的力量薄弱到不敢參與宮斗，因此時常跟著淳雪，而且又代養十五阿哥永琰（嘉慶帝），因此在去世後就被嘉慶帝追封為慶恭皇貴妃。 | 永壽宮          |                 | 曹一茜       | 陳皓宜       |
| 徐百卉 | 柏氏          | 歷史原型：怡嬪柏氏 怡嬪 與愉貴人情同姐妹，為掩飾愉貴人懷孕而招高貴妃欺辱。 內容 第2集，向富察皇后告發高貴妃賜的枇杷膏有毒，卻未驗出毒物反應。 第2集，為了保護愉貴人而當眾被芝蘭掌嘴四十，後懸樑自盡。 | 永和宮          | 自縊            |              | 張頌欣       |
| 刘璐   | 巴林氏        | 歷史原型：穎貴妃巴林氏 颖贵人→颖嫔→颖妃 乾隆帝后妃之一 內容 第1集，計畫去探望生病的純妃，被高貴妃反嗆多管閒事。 第43集，已封穎妃。 第48集，因令嫔专宠后宫，向继皇后进言其藐视宫规。 | 翊坤宮          |                 | 王昊睿       | 陳皓宜       |
| 王欣慧 | 陳氏          | 歷史原型：婉貴妃陳氏 寶親王格格→婉贵人→婉嫔 潛邸八人之一 內容 第48集，已被封為婉嫔。 第48集，因令嫔专宠后宫，向继皇后进言其藐视宫规。 此角色乃本劇的三大贏家之一，因為不爭寵，加上本身又被乾隆忽視了許久，直到五十來歲時才被乾隆封為婉妃，成為乾隆晚年的一個陪老對象。 | 永壽宮          |                 |              |              |
| 常小雨 | 索綽羅氏      | 歷史原型：瑞贵人索绰罗氏 瑞貴人 乾隆帝后妃之一 內容 第48集，因令嫔专宠后宫，向继皇后进言其藐视宫规。 | 啟祥宮          |                 |              |              |
|        | 博尔济吉特氏  | 歷史原型：豫妃博尔济吉特氏 多贵人 乾隆帝后妃之一 內容 第47集，由傅恆提其入宮前曾寡居，一入宮便封為多貴人。 |                 |                 |              |              |
| 不適用 | 富察氏        | 歷史原型：哲憫皇貴妃富察氏 寶親王庶福晉→哲妃（追封）→哲憫皇貴妃（追謚） 潛邸八人之一 乾隆帝登基前逝世，登基後追封為哲妃。 | 寶親王府        | 故事開始前病故  |              |              |

## 宮女
| 演員              | 角色        | 介紹 | 角色最終狀況 | 原音配音 | 粤语配音 |
| 蘇青              | 喜塔臘·爾晴 | 長春宫掌事宮女→富察夫人（历史上傅恒的妻子姓那拉氏。） 喜塔臘來保嫡孫女 富察皇后的貼身宫女。 表面裝的溫柔敦厚，實則是城府極深，陰險歹毒。因故而沒參選秀女成為宮女，不甘居人之下。 內容 第23集，被純妃一番話挑撥，遂對瓔珞有了敵意。 第24集，開始故意挑撥明玉對瓔珞的好感。 第26集，嫉妒傅恒欲娶瓔珞。又因明玉無心的一句話，起攀龍附鳳之心。 第26集，欲勾引弘曆不成，反向富察皇后建議將瓔珞獻之。 第34集，故意引弘曆去後院，假意看見傅恒與瓔珞私會。 第34集，勸說傅恆娶了自己才能打消弘曆的懷疑，救在慎刑司的瓔珞。 第36集，與富察傅恒成親，看著傅恆一時之間未能接受事實，而願意給他時間去慢慢接受。 第37集，凌虐青蓮，使本下決心與其好好過日子的傅恒心生厭惡。 第38集，向富察皇后獻上生子方。 第39集，假冒琥珀為弘曆送去醒酒湯，故此受乾隆的臨幸(實則已經懷上傅恆之弟的孩子)。 第40集，聽聞七阿哥永琮不幸早夭，而故意向富察皇后哭訴自己被臨幸而懷孕，走出寢殿後還一副若無其事的模樣。 第41集，聽聞傅恆決定出征，試圖以死相逼，反被傅恆諷刺一番、同時道出是以下作手段懷上的孕。 第44集，已生下福康安，還向傅恆告知瓔珞已經成了令嬪，好讓他萬念俱灰。 第46集，看到傅恆對福康安的態度不壞，加上自己的侍女的說詞，故以為和傅恆有複合的可能，妄圖請求原諒。 第48集，設計圈套陷害青蓮，欺騙傅恒將青蓮出嫁實則偷賣入暗娼館。 第49集，因青蓮一事，為免被傅恆趕走，故意讓自己頭撞硬物，後被傅恒懲罰前往家廟，一生吃齋唸佛，為自己贖罪。 第53集，得知連自己的娘家也不願意求情而心灰意冷，後聽聞五天后就是親蠶禮，因此想找乾隆幫忙。 第54集，被瓔珞命人拖進長春宮，後將自己設計傅恒娶自己及對富察皇后的不滿全盤託出，最後被令妃指使的明玉灌毒藥而身亡，死前放出一句狠話「我這一生把兩個男人玩弄於股掌間……！」。（畫面剪輯掉了） | 被賜死       | 王瀟倩   | 林元春   |
| 姜梓新            | 明玉        | 長春宮掌事宮女→鍾粹宮宮女→延禧宮掌事宮女 脾氣暴躁，心直口快。 初期忌妒瓔珞獨受皇后寵愛，而教唆長春宮眾人排擠，經常將職責推卸予瓔珞。後期與瓔珞情同姊妹。 富察皇后過世後，改為服侍純貴妃，因發現七阿哥的死疑似與純貴妃有關，遭純貴妃叫嬤嬤施針欺凌虐待意圖滅口。 瓔珞封為貴人後，將明玉找來當貼身婢女。初期愛慕傅恆，後期與海蘭察日久生情。 內容 第2集，拒絕愉貴人向富察皇后求救的請求。 第8集起，就對瓔珞稍微不滿 第17集，皇后請瓔珞照看長春宮，排擠瓔珞，不讓她插手宮中事宜，最後在對五阿哥永琪見死不救之時被瓔珞掌摑一巴掌。 第18集，向乾隆誣告瓔珞而受罰杖責五十。 第19集，害怕自己被感染疥瘡，於是將陪同皇后照顧皇上的職責丟給瓔珞。 第21集，與瓔珞聯手將舒貴人盜走的舍利子取回。 第21集，與瓔珞聯手將富察皇后扮成洛神翩翩起舞，成功將皇上留住。 第25集，見贈與傅恆的香囊被海蘭察攜帶於身，起了爭執。 第26集，在和瓔珞對質的途中，被瓔珞見其手受傷，施展自己學習的推拿術幫助，讓明玉感動不已。 第27集，幫被發落辛者庫的瓔珞求情，哭著求瓔珞別走。 第30集，拉著瓔珞去看昏迷的富察皇后，結果反被瓔珞嗆聲，因此直接把她趕出去。 第33集，看到瓔珞偷偷前往長春宮探望富察皇后，表示她還有良心。 第34集，看穿爾晴的計謀，並直接戳穿，卻一時心軟隱瞞此事。 第35集，向海蘭察訴說不滿，兩人關係緩和，成為好朋友。 第37集，和瓔珞一同陪富察皇后做復健治療，看到富察皇后重新站起來走路後，感動不已。 第38集，先是對爾晴搬進宮裡而感到錯愕，後是和爾晴一同陰謀瓔珞幫富察皇后懷孕。 第39集，因看到琥珀手中的衣物，一開始在懷疑著，但也不想那麼多。 第41集，於圓明園與瓔珞重逢，被發現體內埋了數枚銀針，所幸在葉天士的搶救下，迫出了體表的其中八枚銀針,差點丟了命；然而其餘銀針已深入體內無法迫出。。 第42集，告知瓔珞七阿哥之死與被純貴妃下很多銀針之事有關連,因而被葉天士所救，之後成为魏貴人贴身侍女。 第54集，得知爾晴的真面目，盛怒及受令妃指使的情況下向爾晴灌毒藥。（畫面剪輯掉了） 第60集，與海蘭察訂婚，卻發現蘇答應先前埋入的銀針已迫及心臟。 第61集，因受到順嬪的挑撥，為不予海蘭察麻煩而決定自殺身亡，此事也給瓔珞因誤傷順嬪而被面壁思過一事埋下直接性的伏筆。 | 自殺         | 曾蓉     | 凌晞     |
| 方安娜            | 珍兒        | 承乾宫掌事宫女 輝發那拉·淑慎的貼身宫女。 雖钟情於袁春望，但實則被其利用。 內容 第10集，因被高貴妃抓包而主動頂罪。 第63集，正式對袁春望一見鍾情，還表示自己不願出嫁。 第64集，主動替袁春望向繼皇后求情，就連袁春望受罰，也願意陪著他。 第65集，為袁春望治背部的傷痕。 第66集，受袁春望指使，離間四阿哥與繼皇后和十二阿哥感情。 第68集，受袁春望的指使，從繼皇后那裡拿出某個東西。 第69集，因被揭發出弘晝和繼皇后之間的事而連忙辯解，結果被繼皇后以為是叛徒，而被掌摑。 第70集，明白自己受袁春望欺騙、利用十幾年，拾起地上匕首欲同歸於盡，卻遭袁春望反手一推而身亡。 | 意外被刺死   | 謝子溦   | 羅孔柔   |
| 施予斐            | 芝蘭        | 储秀宮掌事宮女 高寧馨的貼身宫女。 內容 第2集，奉高贵妃命令，對怡嬪掌嘴四十。 第4集，經玲瓏提起枇杷葉一事，而感到震驚，並立馬向高貴妃報告。 第16集，聽聞有關純妃時常前去長春宮的事，後奉高貴妃之命，散播不實謠言。 第18集，找高斌求助，並要求他探望高貴妃。 第21集，試圖阻攔瓔珞和明玉去察看情況，後反被明玉阻攔。 第22集，告訴瓔珞有關瓔寧之死一事，並邀請她到儲秀宮，還告訴她否則就永遠別想知道真相。 第32集，目睹高貴妃吊頸自縊，而悲痛不已，之後就再無登場。 | 未知         | 李雪嬌   | 葉曉欣   |
| 程茉              | 玉壺        | 鐘粹宮掌事宮女 蘇靜好的貼身宫女。 被明玉發現与長春宮舊人王忠对食。 內容 第35集，在純妃還是侍女時，曾被純妃命令將寫給傅恆的信交給傅恆，但為了保全純妃一家的性命而固然撕毀，結果被純妃指責。 第38集，看著純妃懷上龍嗣，肯放下過去，而放下心頭大石。 第41集，被瓔珞發現明玉的情況有異，為了避免東窗事發，而企圖殺害瓔珞不果。 第42集，被明玉提起，為避免東窗事發，而給明玉扎銀針。 第52集，繼皇后審案以其親人威脅，玉壺招供當年七阿哥之死因，故推測可能會被乾隆處置。 | 未知         | 張晗     | 成瑤孆   |
| 張婕              | 遺珠        | 麗景軒掌事宮女 鈕祜祿·沉璧的貼身宫女。 內容 第61集，奉順嬪之命，送明玉一個金剪和簪子，好讓明玉在大婚之日自戕。 第61集，又奉順嬪之命，故意把乾隆引進長春宮，使其目睹瓔珞和傅恆在裡面。 第63集，看到繼皇后命人把延禧宮裡的東西拿去給乾隆，而攔下，並向順嬪報告。 第64集，因顺嫔刺杀乾隆失败，被乾隆下旨打三十大板，迁居安乐堂。 | 未知         |          | 何晶晶   |
| 何佳怡            | 張嬤嬤      | 繡坊掌事宮女 與魏瓔珞姐妹有緣，極其照顧。 第2集，帶著瓔珞和玲瓏前往永和宮，為愉貴人先量身，目睹怡嬪被芝蘭掌嘴四十。 第2集，因勸阻瓔珞別胡說八道不果，而罰跪她，直到隔天早上，為了讓她瞧瞧直言不諱的後果而帶她瞧瞧怡嬪的死法。 第6集，在瓔珞的追問下，不得不把實情告知給瓔珞。 第7集，和瓔珞聯手，假戲真做，讓盜取孔雀羽線和陷害吉祥的玲瓏不斷露出馬腳。 第10集，聽到瓔珞懷疑傅恆，而勸她要保持冷靜，別因此事而失去理智。 第22集，被高貴妃與舒貴人拿兄長遺孤脅迫透漏瓔珞進宮秘密。 |              | 張凱     | 黃玉娟   |
| 殷旭              | 方妮子      | 繡坊掌事宮女 巧言令色，對瓔珞稍作不滿，並且與錦繡狼狽為奸。 第1集，帶領一批新晉的宮女走到繡房。 第3集，被玲瓏告狀，説瓔珞與慶錫偷情，前去抓奸不成，反被瓔珞痛打一頓，後在養傷的途中，得知瓔珞的來頭而命玲瓏去觀察瓔珞。 第5集，連同錦繡誣陷瓔珞與乾清門侍衛有染，而被杖責四十並逐出紫禁城。 第5集，在瓔珞的逼問下，把瓔寧的部分隱情告知給瓔珞，並提醒她別越陷越深。 | 逐出宮去     | 劉曉倩   | 梁少霞   |
| 高雨兒            | 錦繡        | 繡坊宫女 巧言令色，與方妮子狼狽為奸。 第2集，因瓔珞逞英雄一事，潑她冷水，結果反遭謾罵，最後道歉了事。 第4集，欲攀高枝勾引富察傅恒的計劃被瓔珞破壞而懷恨在心。 第5集，連同方姑姑告狀瓔珞與乾清門侍衛有染，被杖責二十並罰入辛者庫。 第28集，瓔珞被罰入辛者庫服役與其相遇，並不斷落井下石。 第31集，向嫻妃寫密函告發有人要用萬紫千紅來謀害高貴妃。 第35集，再次潑瓔珞冷水，結果反被臭罵一番，後向袁春望透漏高貴妃之死因而被殺害。（畫面剪輯掉了） | 被滅口       | 吟良犬   | 黃昕瑜   |
| 陳偌汐            | 玲瓏        | 繡坊宫女 巧言令色，和吉祥一起長大。 第2集，在張嬤嬤的帶領下，和瓔珞一同前往永和宮，初次目睹掌嘴他人的畫面。 第3集，目睹慶錫拉著瓔珞，而以為瓔珞偷情，而向方姑姑告狀。 第4集，故意告知高貴妃侍女芝蘭是瓔珞告訴愉貴人枇杷膏有毒。 第6集，盜取孔雀絲線，毀害皇后鳳袍。 第7集，嫁禍吉祥偷孔雀絲線，害其杖斃。 第7集，繡製皇上常服時偷換自己和瓔珞的，未料瓔珞落下銀針，皇上被蟄傷後大怒，被罰入慎刑司，杖責八十，流放寧古塔。 | 被放逐       | 蔡娜     | 羅孔柔   |
| 張澤兮            | 吉祥        | 繡坊宫女 單純可愛，與魏瓔珞感情要好。 自幼喪母，繼母待其極差，玲瓏的母親很是照顧吉祥，和玲瓏一起長大。 第1集，被瓔珞所救，順利進入繡坊當宮女。 第7集，於自己生辰當日被玲瓏誣陷偷孔雀絲線，亂棍打死。 | 枉死         | 劉媛媛   | 何寶珊   |
| 鄧莎 童年：王樂謙 | 魏璎寧      | 繡坊宫女→和親王庶福晉(格格) 魏瓔珞之長姐，姊妹情深，十五歲入宮成為繡坊繡女。 為避諱貴妃高寧馨的乳名，而由張嬤嬤改名為「阿滿」。 在乾隆六年正月初十，被誣陷和人私通苟且被趕出宮，家族對外稱其自縊，且不得入祖墳，後於第23集得知被假扮傅恆的和親王弘晝而玷汙，受杖責五十後逐出紫禁城，後遭裕太妃遣人殺害。 第3集，根據瓔珞的回顧，親自做飾品給幼時的瓔珞。 第23集，和親王向魏家賠罪，將魏璎寧納為格格(侍妾)，因擇福晉要上玉碟，魏家還不夠格便納為格格。 第27集，裕太妃被瓔珞算計而遭天打雷劈後，瓔珞將其骨灰埋落井裡。 | 被殺害       | 閻萌萌   | 詹健兒   |
| 楊淨如            | 琥珀        | 長春宮宮女→延禧宮宮女→辛者庫宮女 第38集，向爾晴告知，現在長春宮上下已由瓔珞做主，但表示會向著爾晴。 第39集，幫助爾晴代婢女為弘曆送去醒酒湯。 第43集，和珍珠一同被發配到延禧宮，但因欺凌瓔珞，被弘曆下旨杖責八十，罰入辛者庫。 第51集，攔繼皇后儀駕，被認出是先皇后舊人，繼皇后囑託管事使其改做輕活。 第54集，受繼皇后指使，故意向令妃透漏爾晴一事，結果疑似不得好死。 | 未知         | 李雪嬌   | 李潤知   |
| 張天韻            | 珍珠        | 長春宮宮女→延禧宮宮女→延禧宮掌事宮女 心地善良。 第24集，不斷被瓔珞和傅恆要求傳話而受不了。 第43集，和琥珀一同被發配到延禧宮。 第53集，看著小全子不斷被袁春望搶活兒做，而安慰小全子。 第55集，隨著延禧宮要成為冷宮，瓔珞決定遣散所有宮女和太監，但執意要留下。 第61集，明玉去世后，成为延禧宫掌事宫女。 第62集，因瓔珞誤傷順嬪，而被太后杖責三十，躺了足足一個月。 第64集，隨著瓔珞復寵而再次回歸，表示對順嬪百般厭惡。 |              | 王玥     | 陳琴雲   |
| 任婉婧            | 芳草        | 永和宮大宮女 珂里叶特·阿妍的貼身宫女。 第11集，受嘉嫔指使，偷偷用贝壳粉替换了愉贵人的珍珠粉，后被璎珞发现。 |              |          | 廖杏茵   |
| 錢晨潔            | 阿雙        | 储秀宮大宮女 嘉嬪的貼身宫女。 第11集，故意诱璎珞离开，并拖延时间破坏荔枝宴。 第14集，被傅恆拆穿，說道連同慶錫一同商議如何陷害瓔珞。 |              |          | 何寶珊   |
| 劉詩童            | 蘭兒        | 儲秀宮掌事宮女 小嘉嬪的貼身宫女。 第45集，受小嘉嫔指使，和小全子里应外合盗取延禧宫财物，陷害璎珞。 |              |          | 魏惠娥   |
| 李佳勛            | 婉兒        | 永壽宮宫女 弘曆的貼身宮女兼初戀，溫淑夫人的女兒。 第33集，根據乾隆的回憶，因在自己少時讀書時一時被興趣，而被雍正發現，更被處死。 | 被處死       |          |          |
| 張渟渟            | 劉嬤嬤      | 辛者庫掌事宮女 為人貪財。 第30集，被傅恆用錢委託，照顧病重的瓔珞。 第34集，陷害瓔珞害死高貴妃不成，而被打入慎刑司。 第35集，純貴妃哭起來説：純貴妃當時想瓔珞她不在這裏 | 被割舌       |          | 謝潔貞   |
| 李佳蔚            | 劉姑姑      | 壽康宮掌事宮女 太后的貼身宫女。 精通药理。 第22集，奉太后之命，拆毀高貴妃的戲台和銷毀其戲服，並說出一句「若再上樑不正下樑歪，當心引火自焚」。 第57集，侍奉太后移居圆明园。 第55集，純貴妃想要愉妃一起剷除令妃 第56集，之後純貴妃降為答應罰入冷宮 |              |          | 李潤知   |
| 高芮              | 百靈        | 壽康宮大宮女 裕太妃的貼身宫女。 第27集，因亲眼目睹裕太妃被雷击身亡，惊吓过度后精神失常。 | 精神失常     |          | 張頌欣   |
| 趙夢潔            | 翡翠        | 長春宮宮女 第8集，因明玉吩咐，排挤初进长春宫的璎珞。 |              |          | 黃昕瑜   |
| 安安              | 瑪瑙        | 長春宮宮女 第8集，因明玉吩咐，排挤初进长春宫的璎珞。 |              |          | 魏惠娥   |
| 徐格格            | 红螺        | 長春宮宮女 第4集，因年過二十五，本是出嫁之時，但因未婚夫另娶她人而難過，又配合纯妃的计策，使富察皇后振作起来，事后皇后赐其一副嫁妆。 |              |          |          |
| 杨雪              | 云香        | 承乾宮大宮女 第67集，因袁春望设计，头上戴了一朵花而惹怒继皇后，遭受鞭刑，事后被袁春望杀害，投入井中。 | 被殺害       |          |          |
| 刘思思            | 荷叶        | 永和宫宫女 珂里叶特·阿妍的贴身宫女。 第17集，同愉贵人一起搬进长春宫暂住。 |              |          |          |
| 马顺莎            | 冬枣        | 纳兰·淳雪的贴身宫女 第29集，和舒贵人于重阳小宴上设计蝙蝠袭击，害富察皇后坠下磴道昏迷不醒并流产。 |              |          |          |
| 周丹妮            | 冰清        | 绣坊宫女 第3集，劝告璎珞不要打听璎宁的事情。 |              |          |          |
| 唐梓馨            | 玉洁        | 绣坊宫女 第2集，和方姑姑一起检查绣坊宫女处所。 |              |          |          |
| 谌玮琦            | 彩福        | 绣坊宫女 第58集，因长相与璎珞有三分相似，而引起袁春望注意，結果被推薦去服侍袁春望，反被袁春望掌摑一巴掌。 |              |          |          |
| 陈圆媛            | 喜儿        | 绣坊宫女 第1集，同璎珞一起入宫进绣坊。 |              |          |          |

## 侍衛、太監
| 演員                           | 角色          | 介紹 | 角色最終狀況 | 原版配音     | 粤语配音     |
| 許凱                           | 富察·傅恒     | 參見主要角色 | 參見主要角色 | 參見主要角色 | 參見主要角色 |
| 王冠逸                         | 多拉爾·海蘭察 | 御前侍衛→蒙古副都統 鄂溫克族（舊名：索倫族） 心性善良，智勇雙全，屢經戰陣，注重研習兵法，受眾尊崇的將領。 愛慕明玉。 內容 第10集，從傅恆手中搶過瓔珞送的香囊，結果不慎被香囊裡的豬腸水燙傷，後經張院判的治療而無大礙，並警告三天內禁止劇烈運動。 第12集，被李玉接獲要去處理掉的雪球，後交給瓔珞處理，因而被傅恆指責推卸責任。 第25集，將明玉贈與傅恆的香囊搶走，攜帶於身被明玉撞見起了爭執。 第32集，領著一批侍衛前去辛者庫搜查線索，途中遇上瓔珞，但因搜查不果而離去。 第35集，傾聽、開導心情不好的明玉，兩人關係緩和，成為好友。 第39集，領著一批侍衛前去長春宮救火，查明了走水原因。 第42集，受瓔珞請託協助以錦鯉排列壽字，討太后歡心。 第47集，令嬪遭冷落，內務府排擠延禧宮，因此贈送溫暖炭火。 第52集，慰問知道永琮死亡真相而懊惱的乾隆一句：「畫皮再美，也會露出她的真面目的」。 第56集，企圖向瓔珞求情不果，反被乾隆指責干涉後宮而被罰扣除宮份。 第56集，奉乾隆之命，查明其出生年齡和生母的資料。 第60集，與明玉訂婚。 第61集，得知明玉金剪穿心而自盡，奔向延禧宮，向瓔珞質問事情經過不果，後從葉天士口中得知明玉銀針已入心肺的真相，而大受打擊。 第63集，因明玉之死借酒澆愁被皇上開導，並受託以清除北部叛黨的名義暗地調查順嬪之事。 第70集，緬戰勝歸，將傅恒遺言告知令貴妃。 |              | CV斑馬       | 關令翹       |
| 譚旭                           | 齊佳·慶錫     | 乾清門侍衛 魏瓔寧的前情人，卻因為家世背景而捨棄。 內容 第3集，先前聽說瓔珞進宮而不相信，直到親眼目睹瓔珞後才大吃一驚，因此找瓔珞對峙，不料被錦繡發現，所幸在瓔珞的幫忙下，差點被方姑姑發現。 第14集，為求升官，與怡親王陷害瓔珞，事發後被罰杖責一百，革職查辦。 | 被革職       |              | 李鎮然       |
| 王一哲 童年：莊則熙 （番外篇） | 富察·福康安   | 御前侍衛 傅恒之養子，爾晴之子，生父实为傅谦（番外提及），尔晴对傅恒声称其父为弘历。 內容 第59集，乾隆恩旨，让其进宫与皇子们一起读书。 番外篇提及其和瓔珞的長女——昭華公主有過一段戀情。最初本為向瓔珞報殺母之仇，但後來得知自己的身世，並發現自己真的爱上昭華，卻錯失愛情。因昭華的勸告而上戰場，重振富察家的聲譽。 |              |              | 童年：謝潔貞 |
| 王茂蕾 童年：黄溢凯            | 袁春望        | 承乾宮太監→辛者庫太監→辛者庫管事→內務府副管事→圓明園雜役→延禧宮首領太監→內務府管事→承乾宮太監→辛者庫太監 愛慕瓔珞，在辛者庫期間成為義兄妹，對瓔珞極為照顧。後因瓔珞成為皇上妃嬪，而無法接受漸走上極端。 內容 第10集，不能接受師父要其背黑鍋而極力反抗，終仍被杖責一百。 第11集，被發配至辛者庫做最下等的活，遭其他太監排擠，夜晚搶雪球的狗食。 第29集，被張管事下藥得瓔珞所救，並合力將其塞入糞車，偽造他偷偷出宮。 第30集，照顧生病的瓔珞，並與瓔珞結拜為義兄妹。 第31集，地安門平亂有功，受嫻妃任命為辛者庫管事。 第32集，得知瓔珞聯合鐵匠算計高貴妃而大吃一驚，直呼她「真賣命！」。 第34集，知道瓔珞可能會被乾隆處死，警告傅恆早下決斷以挽救瓔珞性命。 第34集，向瓔珞道出自己为雍正帝私生子，因遭八爺廉亲王报复成为太监且失去认父信物，伺候雍正爱子福惠，故对皇族怀恨，在福惠生病时故意开窗致福惠病情加重夭折。。 第35集，因錦繡向其透露自己知道高貴妃的死因而將她殺害。（畫面剪輯掉了） 第37集，受嫻貴妃任命為內務府副管事。 第40集，為了陪伴瓔珞而調至圓明園。 第42集，得知瓔珞將成為貴人而大為光火。 第51集，成為延禧宮首領太監。 第53集，主動向葉天士提議將被蟲蛀的藥材偷偷賣出去。 第55集，配合繼皇后把令妃服用避子湯一事透漏給乾隆，因而被瓔珞試穿。 第56集，正式背叛瓔珞，投靠繼皇后，更取代了吳書來的位置，逼吳書來交出皇帝乳娘的遺書並交給繼皇后。 第58集，巡視繡房看見繡女彩福和令妃三分相似而多看了兩眼，管事太監自作聰明予以獻上，但因脾性大相逕庭而暴怒趕走。 第62集，私自囑咐小全子苛扣令妃飲食，到後來甚至連水都不給。 第63集，被繼皇后發現私懲瓔珞而請罪，宣稱這是為繼皇后鏟除後患而被指過於心急，還和繼皇后聯手二度惡整瓔珞。 第64集，被乾隆知道私懲令妃，被打入慎刑司杖責二百，終被令妃赦免其死罪，卻拒絕接受以此事與其恩怨兩清。後被繼皇后趕去跪在延禧宮門外向令妃請罪。 第65集，慫恿弘晝幫助繼皇后扶十二阿哥上位，在聽到繼皇后的決心後，決定自己動手。 第66集，離間永珹與繼皇后感情，又對永琪的鳥銃動手腳並嫁禍給永珹。 第67集，設計雲香觸怒繼皇后讓乾隆看見，再將雲香凌虐致死，使大家誤會她是不堪於繼皇后凌辱而自盡。 第68集，調包舒妃送的文具陷害永琰中毒。 第69集，向乾隆和太后告發，指繼皇后與弘晝有私情並企圖謀反。 第70集，被令貴妃揭發計劃，又因太后指他為匪賊姦淫其母所生大受刺激而神智崩潰。因太后授意而免於極刑，最終被囚於辛者庫自生自滅。 番外提及其因虐待昭华公主被處斬，昭华公主也因而间歇产生袁春望的人格。 | 被處死       | 原音         | 翟耀輝       |
| 劉恩尚                         | 李玉          | 养心殿首領太監 日日貼身伺候乾隆形影不離，經常與其一搭一唱或因瑣事被遷怒而遭腳踢，兩人關係比起主僕更像兄弟。 向來對乾隆意向有幾分把握，常因其屢屢為瓔珞破例嘖嘖稱奇。 內容 第1集，隨皇帝選秀中出場。 第1集，皇帝因為嬪妃與他一樣笨，而給嬪妃十二幅宮訓圖。 第3集，奉乾隆之命，搜遍整個紫禁城欲揪出誆騙乾隆的瓔珞未果。 第7集，奉乾隆之命，把千秋大禮獻給富察皇后。 第7集，因長時間抓不到瓔珞而心煩，形容自己成了一隻「沒有腳的螃蟹」。 第10集，因乾隆意外搶先一步找到已位於長春宮的瓔珞，被迫以辦事不利之罪去慎刑司領二十棍。 第12集，對乾隆不去追究瓔珞再次誆騙一事而感到奇怪，聽了德勝的意見仍堅決不相信乾隆開始對瓔珞有好感。 第19集，前往長春宮告知富察皇后乾隆已決定留在儲秀宮而惹惱瓔珞，大嘆「又招誰惹誰了這？」。 第25集，針對瓔珞和弘晝一事，向乾隆建議秘密處死瓔珞。 第44集，和葉天士聯手讓乾隆得知瓔珞受傷。 第53集，奉乾隆之命，前往延禧宮討回月露知音。 第54集，因看到爾晴從養心殿走出時的臉上表情得知其真面目，直呼「這女人真會變臉」。 第64集，奉乾隆之命，當著繼皇后的面將袁春望扭送慎刑司。 第69集，御舟起火時，奉乾隆之命保護瓔珞和永琪。 |              | 原音         | 陳卓智       |
| 孫迪                           | 吳書來        | 內務府总管太監 於雍正元年就開始在紫禁城服務，善於察言觀色，即使知道什麼隱情也會選擇隱忍，直到乾隆十七年才被下令革職總管太監的位置，一直握有太后的把柄。 內容 第1集，首次視察新來的繡女並給下馬威。 第5集，因錦繡和方姑姑誣陷瓔珞偷情而重罰兩人。 第7集，與張嬤嬤奉富察皇后之命徹查孔雀羽線被竊一事，卻誤抓吉祥後將此事草草了結。 第11集，命人把從福建省移來的幾棵荔枝樹帶到長春宮內，獻給富察皇后。 第31集，在地安門一事中試圖勸架，結果反被其中一名冒領的匪徒狠揍一拳。 第33集，宣讀冊封淑慎為嫻貴妃的聖旨。 第56集，因袁春望取代自己的位置而借酒消愁，後打算一舉除之不果反遭算計，最後以温淑夫人的绝笔信，求袁春望饶其一命。 | 被滅口       |              | 李錦綸       |
| 鄭龍                           | 小全子        | 延禧宮太監→延禧宮首領太監 剛開始是小嘉嬪藏於延禧宮的奸細，後來對魏瓔珞忠心耿耿。 內容 第45集，受小嘉嬪指使，竊取令嬪物品。 第46集，被令嬪使連環計利用，藉宮市銷贓一事栽贓純貴妃，再來揭穿小嘉嬪的陰謀。 第47集，因純貴妃、小嘉嬪一事在宮中失去信用，求令嬪收留並宣誓效忠。 第53集，因自己的工作被袁春望搶去做而產生不滿，意外發現其詭異行徑。 第55集，在瓔珞打算遣散身邊的宮女和太監時，和珍珠一同表示永不離開延禧宮。 第62集，假裝背棄令妃，故意苛待以讓袁春望等人放鬆警戒。 第63集，受令妃指示躲入運水桶中藉以引出真兇。 第64集，至慎刑司告知袁春望自己和令妃配合演出苦肉計及其被令妃赦免。 第67集，向瓔珞提起葉天士出宮後的事。 第68集，受令貴妃指示出宮不眠不休調查袁春望之事。 第70集，在御舟出事後第二天，帶著部分見證了雍親王一事的太行山村民們上船。 |              | 胡良偉       | 李凱傑       |
| 常鋮                           | 德勝          | 养心殿首領太監 乾隆帝貼身太監。 內容 第12集，猜測乾隆對瓔珞有好感，但李玉不以為然。 第19集，向病中的乾隆告知瓔珞不在庭院而遭其腳踢。在乾隆病癒後，奉乾隆之命給瓔珞吃苦藥。 第25集，因乾隆腹瀉忙得昏頭轉向。 第69集，在南巡的路上，被瓔珞表示適合成為為自己討喜的寵男，在李玉暗示下連忙婉拒。 |              |              | 鄧志堅       |
| 魏劲松                         | 刘和          | 内务府管事太监 內容 第10集，拒絕嫻妃前來申請宮份的請求，反而接受芝蘭前來索取物料。 第37集，因手下的太监向那尔布讨赏钱，遭娴贵妃训斥，并安排袁春望顶替其副手位置。 第58集，因为袁春望注意到一个容貌与魏璎珞相似的绣坊宫女，自作聰明安排该宫女前去伺候袁春望。 |              |              |              |
| 李鵬                           | 張管事        | 辛者庫管事太監 內容 第29集，貪圖袁春望美色，在其食物下藥，被瓔珞敲暈後，將其塞入糞車，偽造他偷偷出宮。 | 被運出宮     |              | 劉奕希       |
| 赵君昌                         | 赵庆          | 乾清宫管事太监 袁春望的师傅。 內容 第10集，受娴妃之托，将首饰带出宫变卖，中途遭高贵妃拦截，便拉袁春望顶罪，后被其杀害。 | 被殺         |              |              |
| 刘月涛                         | 王忠          | 熟火处管事太监 与宫女玉壶对食。 內容 第39集，受纯贵妃指使，在吉祥缸底动手脚，令融冰的火中途熄灭，致使七阿哥葬身火海。 第42集，根據明玉透露，他與鍾粹宮宮女玉壺發生對食而被發現。 | 未知         |              |              |
| 陈君杰                         | 尽忠          | 阿哥所太监 永珹的貼身太监。 內容 第66集，受四阿哥指使，进入兵器库破坏永琪的鸟铳。 第67集，徹底下落不明。 | 失蹤         |              | 林筠翔       |
| 于哲                           | 小童子        | 和亲王府太监 弘昼的贴身太监兼陪讀。 性格溫順乖巧，處事謹慎，對弘晝如同親人一樣不離不棄。 內容 第53集，向弘昼告知，太后训斥了继皇后。 第69集，御舟艙房失火，試圖阻攔繼皇后拯救乾隆。 第70集，弘晝謀逆一事敗露後一同被押走。 | 被押走       |              |              |
| 马启越                         | 小路子        | 长春宫太监 內容 第46集，受小嘉嫔指使，在孝贤皇后忌日，故意将令嫔失踪的簪子藏于傅恒身上，诬陷两人有私情。 |              |              |              |

## 王公大臣、太医
| 演員                         | 角色                  | 介紹 | 角色最終狀況   | 原版配音 | 粤语配音 |
| 沈保平                       | 魏清泰                | 内务府内管领 魏瓔珞和魏瓔寧之父。 內容 第2集，根據瓔珞的回顧，極力聲稱瓔寧是犯了不貞不潔之罪而畏罪自縊。 第23集，弘晝為安撫玷汙魏瓔寧一事，讓其擔任內務府內管領一職。 第39集，因不慎墜馬而重傷。 | 故事後端已去世 | 刘琮     | 朱子聰   |
| 姚未平                       | 輝發那拉·那爾布       | 佐領 輝發那拉·淑慎與常壽之父。 內容 第13集，因幼子常壽入獄，向怡親王行賄，後被告發下獄。 第13集，在富察皇后對乾隆的求情下，才被赦免。 第50集，被誣陷剝奪軍糧從中取利，一旦徹查到底，太后的娘家也要受到牽連，而被太后強行以那爾布為替罪羔羊。 第51集，被太后命人灌毒死於獄中。 | 被賜死         |          | 陳永信   |
| 蘇茂                         | 高斌                  | 大學士 高寧馨和高恆之父。 內容 第10集，根據嫻妃的敘述，因政績不俗而使高家受到抬舉。 第18集，用言语激励高贵妃，如果不振作起来，就将两个妹妹送进宫中，取其地位。 第62集，在治水一務中失職，雖然説是面臨了處死之危，但那也是乾隆對自己的一個警告，而且傅恆還主動為其求情。 推測在第64集的一段空白期內病故。 | 病故           | 寶木中陽 | 招世亮   |
| 李躍民                       | 张廷玉                | 清三朝大臣 內容 第41集，因金川战事连连败退，向乾隆进言退兵，遭其训斥。 第59集，被傅恆和乾隆提起，在不久前過世，死後配享太廟。 | 病故           |          | 葉振聲   |
| 张日辉                       | 鄂尔泰                | 军机大臣 內容 第8集，因想用贪腐案打击异己，而遭乾隆训斥。 推測在第36集的一段空白期內病故。 | 病故           |          |          |
| 童年：王辰耀                 | 輝發那拉·常壽         | 戶部郎中 那爾布之子，輝發那拉·淑慎之弟 內容 第8集，因為了巴結高斌父子，而幫人行賄，繼而獲益，結果被下獄。 第13集，病重不治身亡，因而成了嫻妃黑化的催化劑。 | 病故           | 不適用   | 不適用   |
| 鄭曉東 童年：崔羽宽          | 高恆                  | 户部郎中 高斌之子，高寧馨之長兄。 內容 第9集，命人送一條名犬——雪球送給高貴妃。 第16集，奉高貴妃之命，求得一幅畫作獻給乾隆。 第32集，跪于 储秀宫门外，请求高贵妃与其相见。 第33集，因為高貴妃吊喪而缺席職務，而被乾隆指責。 |                |          | 蘇強文   |
| 孙勇                         | 鈕祜祿·訥親           | 军机大臣 內容 第23集，被提起一度被弘晝打傷。 第41集，因金川之役失利，乾隆下旨革去顶戴花翎，并押解回京，后杀之。 | 被處死         |          |          |
| 不適用                       | 錢正源                | 禮部侍郎 錢氏夫人之兄，雍正帝之舅子，乾隆帝之舅舅 內容 第56集，向乾隆獻上《春暉圖》，要求其為這幅畫添字，以作自己的母親的八旬大壽。 第57集，奉乾隆之命，前往紫禁城並向乾隆告知錢氏夫人的真相，結果不慎墜馬，當場死亡。 | 意外身亡       | 不適用   | 不適用   |
| 周建华                       | 王天一                | 雍正帝贴身侍衛兼諳達 在乾隆年幼時，是時常教導，護著其的恩師，還不斷替其受罰。 雖然年輕時受過炮火的重傷，傷勢也痊癒了大半，後來告老還鄉，但舊傷復發，因此行跪起來很辛苦。 內容 第57集，奉太后的命前往紫禁城，並告知乾隆，钱氏夫人乃是雍正帝下旨赐死。 |                |          |          |
| 不適用                       | 鈕祜祿·愛必達         | 湖廣總督 鈕祜祿·訥親之兄弟，鈕祜祿·沈壁名義上之父 內容 第58集，被繼皇后提及曾一度尋找失散多年的女兒，後尋獲。 第64集，因順嬪試圖行刺乾隆，全家被滿門抄斬 第64集，被順嬪提及，為求升官發財，強行把順嬪灌醉，並將其獻給乾隆。 | 未知           | 不適用   | 不適用   |
| 刘国际                       | 刘真                  | 杭州知府 內容 第69集，收到继皇后的飞鸽传书，前往御舟救驾。 |                |          |          |
| 王宇威 童年：謝潔貞 (番外篇) | 博爾濟吉特·拉旺多爾濟 | 喀爾喀蒙古貴族首領 成袞扎布之七子，乾隆帝和魏瓔珞的駙馬，昭華公主的丈夫，昭瑜公主和嘉慶帝的姐夫。 內容 番外篇提及，被譽為昭華公主的額附。 |                |          |          |
| 易勇名                       | 葉天士                | 太醫院太醫 江蘇名醫，別號南陽先生，人稱可醫死人活白骨，還一度受到乾隆之邀。此外亦與瓔珞是故交 內容 第18集，正式入宮為五阿哥診治。 第19集，弘曆感染疥瘡，久病不好，經葉天士診治囑咐瓔珞使之大怒。 第24集，給瓔珞曼陀羅葉子，還表示「巴不得紫禁城上下的人都有病」。 第25集，一度被裕太妃的太監捆綁，以便引瓔珞上鉤。 第25集，因地位不受重而向乾隆告黑狀，被張院判指責。 第32集，為高貴妃診治，卻發現其背上的傷有金汁，又為高貴妃治傷無力因而向芝蘭道出其恐怕時日不多。 第41集，受瓔珞囑託，暗中替明玉把體內的銀針逼出，並警戒其「銀針入腑，神仙難救」。 第44集，和李玉聯手讓皇上得知魏貴人受傷。 第53集，因不知要如何處理被蟲蛀過的藥材而煩惱，後交給袁春望處理。 第55集，命人送蟲蛀藥材出宮被袁春望陷害加進完好蟲草，而被革職留任。 第57集，受令妃所託扮作宮女進壽康宮為太后醫治，還表示「巴不得被乾隆逐出宮」。 第61集，因明玉之死，而被乾隆和海蘭察質問，道出了真相，並表示為尊重病人的隱私而守口如瓶。 第64集，首次為瓔珞把脈，並查出瓔珞已懷孕三個月。 第67集，根據小全子的回顧，三年前已離開紫禁城，繼續行醫並在杭州落腳，更表示他還對其如此怨恨，瓔珞更表示只有他才能拯救永琪。 第69集，受瓔珞囑託，二次為五阿哥診治不果。 第70集，因瓔珞嚴重中毒而束手無策。 |                |          | 陳欣     |
| 吳利華                       | 張院判                | 太醫院院判 祖輩上下精通醫療，並且向來負責對太后、皇帝、皇后、各個妃嬪、阿哥與格格的一系列診治。 內容 第2集，受富察皇后的吩咐，檢查枇杷膏是否有毒，結果沒有。 第15集，為突然發病的四阿哥永珹診治。 第18集，因不知五阿哥永琪的病源，而被葉天士指責孤陋寡聞。 第25集，指責葉天士向乾隆告黑狀一事。 第26集，為富察皇后把脈，成功查出其有喜。 第26集，被指出原本是奉富察皇后之命，為嫻妃之弟常壽診治的，後來被撤回了，才會造成常壽之死，而向嫻妃賠不是。 第38集，二次為富察皇后把脈，而且還把了一個時辰之久，後再次鑒定出其有喜。 第57集，因继皇后以其孙牵制利诱，而故意误诊太后病情，後被葉天士道出「不求有功，但求無過」的含義。 第66集，為不慎受傷的五阿哥永琪診治，表示其傷口會留下隱患。 第67集，替繼皇后把脈，表示其是肝火旺盛，喜怒無常，而被繼皇后誤以為有更年期，更被趕出承乾宮。 |                |          | 潘文柏   |
| 成国栋                       | 刘太医                | 太醫院太醫 內容 第2集，替愉贵人把脉后，强行给其喂枇杷膏。 第52集，最終說出愉妃為五阿哥永琪服食人參片。 |                |          |          |

## 其他
| 演員   | 角色        | 介紹 | 角色最終狀況   | 原版配音 | 粤语配音 |
| 高洋   | 乌雅·青黛   | 待选秀女 太常寺卿乌雅·雄山之女。 內容 第1集，剧中璎珞等宫女，不慎弄湿了准备入宫选秀女乌雅·青黛的裙子，而璎珞为了帮好友吉祥解围，在对方雕有莲花的鞋底，加上玫瑰花粉，行走时留下莲花印，就如步步生莲那样。据说南齐的潘妃就是因为步步生莲，获得南齐君主萧宝卷的宠爱，之后乌雅·青黛就满怀欢喜去面圣，却发现她缠足（裹小脚），被乾隆下令拖出去重责後被逐出宮，並將她的家人一併問罪，就连富察皇后求情也不管用。 | 被逐出宮       | 高啟帆   | 魏惠娥   |
| 戴春榮 | 郎佳氏      | 佐領夫人 輝發那拉·淑慎之母。 內容 第1集，表示嫻妃不上進而感到不解。 第8集，常壽因貪污而被打入慎刑司，更甚病重，請求嫻妃向乾隆求情。 第13集，得知獨子常壽病死獄中，撞神武門而死，以示絕不原諒嫻妃。 | 自盡           | 扈茜茜   | 沈小蘭   |
| 范曉明 |             | 袁春望之養母。 內容 第34集，被袁春望提及，病故前向其告知了他自己的身世。 | 病故           |          |          |
| 茹萍   | 觉罗氏      | 富察夫人 富察皇后、傅恆之母。傅謙之嫡母。 內容 在第30集後，因富察皇后失足墜樓而昏迷不醒，而痛哭至雙眼失明。 第39集，告知傅恒尔晴已有身孕，让他好好善待，却不知孩子不是傅恒的。 第58集，盼得傅恆凱旋歸來，並告知其爾晴之死。 |                |          | 蔡惠萍   |
| 衛延侃 | 富察·傅謙   | 富察府四少爷 富察容音與傅恆同父異母的弟弟。 愛慕爾晴，曾一度被利用。 內容 第38集，因私画尔晴画像被其发觉，后两人珠胎暗结。 番外篇更證實為福康安之生父，此事乾隆、富察皇后和明玉至死不知。 |                |          | 黃積權   |
| 方楚彤 | 青蓮        | 富察府婢女→富察府妾室 愛慕傅恒，同時也是唯一一個真正瞭解瓔珞的知心人，只是從未見過瓔珞。 內容 第37集，因發現傅恆遺留的香囊，怕被爾晴發現而被其燒紅的鐵帚抽打並拔掉雙手指甲凌虐。 第48集，為救被困在水池裡的福康安而不慎遭爾晴設計圈套陷害，後被賣入暗娼館。 第48集，於街上逃跑遭毆打被傅恒所救回，因不堪受辱吞金自殺，並於第49集向傅恆剖白後死亡。                                                        | 自盡           |          | 何寶珊   |
| 莫小满 | 杜鹃        | 富察府婢女 喜塔腊·尔晴的贴身侍女。 內容 第37集，奉尔晴命令，用剪刀绞青莲的头发。 |                |          |          |
| 不適用 | 董氏        | 溫淑夫人 乾隆帝的乳母，婉兒的母親。 雖然僅僅被提起，但在乾隆心中，沒有一人能代替她的地位。 內容 第56集，所寫的絕筆信這三十年來一直都在吳書來手上，後被袁春望奪得，更被設計以為是裕太妃私藏，後被弘晝發現，因此交給乾隆。 | 故事開始前病故 | 不適用   | 不適用   |
| 郑晓婉 | 萨满太太    | 萨满太太 內容 第59集，和安公主忌辰时，诬陷沉璧是妖邪。 |                |          |          |
| 王菲   | 索绰罗·玉梨 | 待选秀女 大理寺卿索绰罗·道晋之女。 內容 第1集，入宫选秀，因身体瘦弱遭乾隆帝吐糟，后落选。 |                |          |          |
| 唐洋洋 | 甘如玉      | 待选秀女 上驷院卿甘棠临之女。 內容 第1集，入宫选秀，因身材肥胖遭乾隆帝吐糟，后落选。 |                |          |          |
| 蒋曼琴 | 章佳·茹红   | 待选秀女 顺天府尹章佳·思贤之女。 內容 第1集，入宫选秀，因外貌不佳遭乾隆帝吐糟，后落选。 |                |          |          |

## 歷史對照

### 劇中主要角色
- 孝賢純皇后富察氏除育有兩個皇次子端慧太子永璉、皇七子悼敏皇子（哲親王）永琮、皇長女外應亦育有皇三女固倫和敬公主並活至成年，乾隆十二年出嫁色布騰巴爾珠爾，但本作未登場。
- 孝賢純皇后富察氏于济南德州舟次病故。剧中孝賢純皇后虽是于城楼墜楼而亡，乾隆帝则对外宣布皇后病故在外地。
- 劇中孝賢純皇后富察氏於七阿哥夭折次日當晚墜楼而亡，但史料記載上，富察氏崩於七阿哥夭折後的兩個月。
- 劇情起點便提及孝儀純皇后魏氏於乾隆六年二月初二入宮，但歷史記載未提及何時入宮，同時應該為透過內務府選秀而成為後宮。
- 孝儀純皇后魏佳氏早於乾隆十年(孝賢純皇后富察氏去世前三年)封為貴人，同年晉為令嬪，於嫻貴妃那拉氏晉為皇貴妃時晉為令妃。而劇中封貴人則發生於那拉氏已為皇后之時。可見，為孝賢純皇后富察氏守靈之事與史實不符。
- 慧賢皇貴妃高佳氏逝世前被詔晉為皇貴妃，而劇中則為高佳氏逝世後才追封的皇貴妃。而兩個異母妹在去世前已經分別嫁給鄂實、韓錦。
- 劇中傅恆於富察府中被稱為三少爺，而傅謙被稱為四少爺，但實質上傅恆乃富察李榮保第九子也是幼子，並非三子。(富察李榮保共有九男，至少有兩女)而傅謙亦並非傅恆之弟也不是四子，而是其八兄（李榮保第八子），而孝賢純皇后是傅恆大姊、傅謙之大妹。（傅謙>孝賢純皇后>薩喇善夫人>傅恆）
- 劇中傅恆去世於乾隆三十五年，而非乾隆三十年，並在京城去世而非雲南且其屍身運回紫禁城。
- 傅恒妻姓那拉氏，生平资料匮乏。民国以来，她以与乾隆帝私通的野史、传闻而知名。姓氏有董鄂氏、孙佳氏、瓜尔佳氏多种演绎。喜塔臘氏是否是本剧首创，不得而知。她亦非工部尚書喜塔臘來保之孫女。

### 劇中皇族
- 雍正帝純愨皇貴妃耿氏於劇中出現，稱裕太妃，劇中故事以乾隆六年為起點，但耿氏早於乾隆二年被乾隆尊為皇考裕貴太妃。
- 純愨皇貴妃耿氏於劇中乾隆初年被雷劈死，但耿氏實逝於乾隆四十九年，享有九十五歲高壽，並位及皇貴太妃。
- 劇中純愨皇貴妃耿氏長相比孝聖憲皇后鈕祜祿氏年輕，但實質上耿氏比鈕祜祿氏年長四年。
- 劇中提起孝聖憲皇后鈕祜祿氏有一個已故的女兒“和安公主”，但史實上，乾隆皇帝是鈕祜祿氏和雍正皇帝唯一的孩子。
- 劇中皇長子永璜、皇三子永璋、皇三女和敬公主、皇四女和嘉公主從沒出現甚至也未在台詞中提及。
- 乾隆帝皇七子永琮因出痘而亡而非火災。
- 淑嘉皇貴妃金氏皇四子履端親王永珹外亦育有皇八子儀慎親王永璇、皇九子、皇十一子成哲親王永瑆。

### 劇中後宮妃嬪
- 劇中純惠皇貴妃因愛慕富察傅恆而一直拒而不侍寢，後來得悉傅恆對自己從來沒意而開始侍寢，並懷上了皇六子永瑢。但蘇氏生下皇六子質莊親王永瑢前應已於育有皇三子循郡王永璋（雍正十三年），而於乾隆十年更誕下皇四女和碩和嘉公主。
- 劇中純惠皇貴妃生下六阿哥永瑢時被乾隆下旨晉為貴妃，但永瑢生於乾隆八年，而蘇氏則於乾隆十年晉為貴妃。
- 金氏於乾隆六年二月十三日於柏貴人、海貴人、那拉貴人下旨封嬪時升為嘉妃，本劇開始於二月初二，但劇中金氏到乾隆十五年還是嘉嬪。[75]
- 金氏自晉升為貴妃後，從未被降為貴人甚至答應。[75]
- 劇中淑嘉皇貴妃於大概乾隆六年被嫻妃於冷宮所絞殺，後來有一雙胞胎妹妹進宮代之，但史實上淑嘉皇貴妃從頭到尾也是同一人。
- 金氏應於乾隆十三年那拉皇后晉皇貴妃時同時下旨封為貴妃並於十四年正式冊封為嘉貴妃。[76]
- 淑嘉皇貴妃於那拉氏成為皇后時應已為貴妃，與純貴妃並列，但劇中金氏仍為嘉嬪。
- 珂里葉特氏為貴人時稱海貴人並無封號，待其晉升為嬪時方獲賜號「愉」。（「海」一字為姓氏，珂里葉特氏亦稱海氏）
- 故事開始於乾隆六年二月初二，愉貴妃珂里葉特氏於乾隆六年二月初七誕下皇五子永琪，並於六日後下旨封嬪。但於劇中，故事開始不久後才有孕。
- 舒妃葉赫那拉氏初入宮為貴人時尚未有徽號。
- 舒妃葉赫那拉氏於乾隆十三年那拉氏被冊為皇貴妃時晉為舒妃，而劇中於那拉氏為皇后時仍為舒嬪。
- 慶恭皇貴妃陸氏初入宮時為貴人而非常在，而徽號「慶」亦為封嬪時所賜。
- 怡嬪柏氏、愉貴妃珂里葉特氏、舒妃葉赫那拉氏於乾隆六年二月十三日一同被晉封為嬪，本劇故事開始於乾隆六年二月初二，但柏氏已為怡嬪，葉赫那拉氏仍在選秀（但歷史上她也是於此時選秀並入宮），而愉貴妃仍為貴人。
- 怡嬪於乾隆六年二月十三日下旨封嬪，十一月才行冊封禮，且於乾隆二十二年方逝世；但於劇中早早的已被稱為怡嬪並自縊而亡。
- 順貴人鈕祜祿氏的刺殺行為劇情為香妃的一個傳說，香妃的原形為容妃和卓氏。容妃於乾隆二十四年（本劇第64集的快轉期）入宮，而順嬪直到乾隆三十一年（本劇結束）才入宮。
- 有相當一部分的乾隆嬪妃並未出現於劇中，如恭嬪、秀貴人、白貴人、慎貴人、鄂貴人、張常在、揆常在（以乾隆十五年前為止應該存在之妃嬪為準），她們可能因地位卑微而被省略。而作為乾隆潛邸舊人的婉妃陳氏，穎妃巴林氏和瑞貴人索綽洛氏僅於綠頭牌上以及幾個鏡頭上帶過出現。
- 另外，若嬪妃生前被廢或自戕而死，都不允許被葬入皇家祖墳，也不太可能獲追封，所以劇中輕生的孝賢純皇后、高貴妃生後獲得追封、厚葬等並不正確。

### 劇中其他人物
- 劇中，那拉皇后父親那爾布被誣陷剝奪軍糧從中取利，因查出事實會牽連眾多宗室及太后子侄，而被皇太后強行以那爾布為替罪羔羊而告終，那爾布因此死於獄中，皇后亦因此憎恨皇太后。但史實上，於那拉氏成為皇后的乾隆十五年，其父那爾布被追封為一等公，可以看得出當時那爾布實質上早已逝世，為何去世歷史上沒有紀載，而那拉皇后兄弟讷里也接了其父的職位。[77]
- 海蘭察於乾隆二十年應徵入索倫部，故才稱其為索倫侍衛。
- 福康安在劇中是傅恆名义上的長子，实是其妻尔晴（姓喜塔臘氏）与傅謙私通所生。但正史是傅恆的第三子，生母与傅恒嫡妻那拉氏当是同一人。作為清代滿族異姓封王、身後追封郡王的三人之一。[78]
- 葉天士生於康熙五年，卒於乾隆十年，但劇中他起碼活到那拉皇后被廢當年（即乾隆三十年），且外貌看來仍正值中年。
- 劇中早期繼皇后那拉氏的母親因家道中落，絕望撞壁而亡，但史實上，皇后那拉氏母親郎佳氏逝世於乾隆二十二年，也未家道中落。
- 劇中慶貴人曾拿出一本《閱微草堂筆記》給乾隆並稱其為鄉試解元紀昀所著，且乾隆看一眼便知其為志怪之作顯然對其已十分熟悉；但實際上閱微草堂筆記為紀昀晚年所作、於嘉慶五年成書出版，彼時乾隆帝早已駕崩。

## 註解
1. ↑  舒妃還說滿人除非國喪，否則不可落髮，同時遭太后痛斥是詛咒他們
2. ↑  虽然佘诗曼在拍摄期间全程都用粤语，但她的本身粤语声效在香港播映时是没有声效的，并且交由配音员处理，但爱奇艺台湾站已经播出她拍摄时，讲粤语的情景。拍攝時，佘詩曼都說粵語台詞，但每當要說完台詞時，佘詩曼都會在最後一句話或一個詞用回國語，方便其他演員能準確接詞。佘詩曼曾經在一次訪問中透露她有向香港無線電視表示想親自為角色配上粵語對白，但因為劇集快將播出而無法達成。
3. ↑  如果嬪妃生前被廢或因為輕生去世，都不允許被葬入皇家祖墳
4. ↑  為儲秀宮的後殿

## 外部連結
- 《电视剧延禧攻略》的新浪微博